# Ginevra
Ginevra (ufficialmente in francese Genève, AFI: /ʒə.nɛv/; in tedesco Genf, AFI: /ˈɡɛɱf/; in romancio Genevra) è un comune svizzero di 201 818 abitanti del Canton Ginevra; ha lo status di città ed è la capitale del cantone.
Dopo Zurigo è la seconda città più popolata del Paese e la seconda piazza finanziaria della Svizzera. È situata dove il lago di Ginevra riconfluisce nel fiume Rodano. Nel 2024, Ginevra è stata classificata terza città con la migliore qualità di vita al mondo dal Mercer Quality of Living Survey.   

## Geografia fisica

### Territorio
Ginevra si estende all'estremità sud-occidentale del lago Lemano, sulle due rive del Rodano, nel cuore di una conca chiusa e circondata da montagne, tutte in territorio francese: i Voirons, il Salève, il Mont de Sion, il Vuache e il Massiccio del Giura.
La parte storica della città, costituita dai quartieri centrali della città e da Saint-Gervais, si è formata sulla sommità e i dintorni di una collina sulla riva sinistra del lago.
Questa collina costituì sin dalla preistoria un rifugio naturale protetto dal lago, dal Rodano, dall'Arve, dalle paludi e dai fossati a est. La città si espanse durante il XIX secolo, dopo la demolizione delle fortificazioni di cinta (1850-1880).
Nella baia di Ginevra sono visibili le pierres du Niton, due rocce che emergono dal lago e risalgono all'ultima glaciazione. Si tratta di due massi erratici e molto stabili; proprio per questo uno dei due fu scelto dal generale Guillaume-Henri Dufour come punto di riferimento per l'altezza media del lago, l'altitudine della città e successivamente adottato per il calcolo di tutte le altitudini in Svizzera.
Nel 2000 la città ha ottenuto il premio Wakker della Lega svizzera per il patrimonio nazionale per il suo piano di ammodernamento delle rive del Rodano e dell'ambiente urbano circostante.
Secondo l'Ufficio Federale di Statistica, Ginevra ha una superficie di 15,88 km². Il 92,1 % di questa superficie corrisponde ad aree abitate o a infrastrutture, l'1,5 % sono superfici agricole, il 3,1 % zone boschive e il 3,2 % aree improduttive.

### Clima
A Ginevra, l'inverno è freddo e solitamente poco soleggiato. In questa stagione, vi possono essere, a varie riprese, giornate senza che il ghiaccio si sciolga o che la temperatura salga sopra lo 0. Talvolta le minime raggiungono i -10 °C. Quando soffia la bise, il vento freddo tipico di questa città, la sensazione del freddo è ancora più accentuata e può rendere le condizioni meteorologiche proibitive. Il sole fa poche volte la sua comparsa poiché rimane nascosto da nuvole stratiformi o dalla nebbia alta, che in condizioni anticicloniche permane per molti giorni consecutivi.
Dal mese di marzo, le temperature aumentano e divengono quasi estive a fine maggio. Tuttavia, in questo periodo, le precipitazioni si intensificano, in particolare sotto forma di temporali. Questi possono essere di breve durata, ma di forte intensità.
Le estati sono spesso calde e piuttosto umide, ma la temperatura al mattino è relativamente fresca. Se a settembre il clima assomiglia ancora a quello estivo, le temperature si abbassano poi assai rapidamente per diventare quasi invernali a novembre. L'autunno è anche la stagione delle nebbie.
| Genève / Cointrin (1991-2020)    | Mesi  | Mesi  | Mesi  | Mesi  | Mesi  | Mesi  | Mesi  | Mesi  | Mesi  | Mesi  | Mesi  | Mesi  | Stagioni | Stagioni | Stagioni | Stagioni | Anno    |
| Genève / Cointrin (1991-2020)    | Gen   | Feb   | Mar   | Apr   | Mag   | Giu   | Lug   | Ago   | Set   | Ott   | Nov   | Dic   | Inv      | Pri      | Est      | Aut      | Anno    |
| -------------------------------- | ----- | ----- | ----- | ----- | ----- | ----- | ----- | ----- | ----- | ----- | ----- | ----- | -------- | -------- | -------- | -------- | ------- |
| T. max. media (°C)               | 5,1   | 7,0   | 11,8  | 15,9  | 20,1  | 24,2  | 26,7  | 26,2  | 21,1  | 15,5  | 9,3   | 5,6   | 5,9      | 15,9     | 25,7     | 15,3     | 15,7    |
| T. media (°C)                    | 2,1   | 2,9   | 6,7   | 10,5  | 14,5  | 18,4  | 20,6  | 20,0  | 15,7  | 11,3  | 6,0   | 2,8   | 2,6      | 10,6     | 19,7     | 11,0     | 11,0    |
| T. min. media (°C)               | −1,1  | −1,1  | 1,7   | 5,0   | 9,1   | 12,7  | 14,6  | 14,2  | 10,7  | 7,2   | 2,6   | −0,2  | −0,8     | 5,3      | 13,8     | 6,8      | 6,3     |
| Giorni di calura (Tmax ≥ 30 °C)  | 0,0   | 0,0   | 0,0   | 0,0   | 0,4   | 3,6   | 7,1   | 6,4   | 0,1   | 0,0   | 0,0   | 0,0   | 0,0      | 0,4      | 17,1     | 0,1      | 17,6    |
| Giorni di gelo (Tmin ≤ 0 °C)     | 19,9  | 17,9  | 9,1   | 1,7   | 0,1   | 0,0   | 0,0   | 0,0   | 0,0   | 0,9   | 7,3   | 16,0  | 53,8     | 10,9     | 0,0      | 8,2      | 72,9    |
| Giorni di ghiaccio (Tmax ≤ 0 °C) | 3,4   | 1,7   | 0,0   | 0,0   | 0,0   | 0,0   | 0,0   | 0,0   | 0,0   | 0,0   | 0,3   | 1,9   | 7,0      | 0,0      | 0,0      | 0,3      | 7,3     |
| Precipitazioni (mm)              | 73    | 56    | 62    | 67    | 78    | 83    | 79    | 81    | 91    | 96    | 89    | 90    | 219      | 207      | 243      | 276      | 945     |
| Giorni di pioggia                | 9,5   | 7,9   | 8,2   | 8,6   | 10,2  | 9,1   | 8,1   | 7,8   | 8,3   | 9,7   | 9,9   | 10,3  | 27,7     | 27,0     | 25,0     | 27,9     | 107,6   |
| Nevicate (cm)                    | 8     | 5     | 2     | 0     | 0     | 0     | 0     | 0     | 0     | 0     | 3     | 5     | 18       | 2        | 0        | 3        | 23      |
| Giorni di neve                   | 2,0   | 1,5   | 0,8   | 0,1   | 0,0   | 0,0   | 0,0   | 0,0   | 0,0   | 0,0   | 0,8   | 1,8   | 5,3      | 0,9      | 0,0      | 0,8      | 7,0     |
| Giorni con manto nevoso ≥ 1 cm   | 4,0   | 1,7   | 0,8   | 0,1   | 0,0   | 0,0   | 0,0   | 0,0   | 0,0   | 0,0   | 0,7   | 2,2   | 7,9      | 0,9      | 0,0      | 0,7      | 9,5     |
| Giorni di nebbia                 | 3,2   | 1,3   | 0,7   | 0,1   | 0,2   | 0,1   | 0,0   | 0,2   | 0,3   | 2,2   | 2,6   | 3,8   | 8,3      | 1,0      | 0,3      | 5,1      | 14,7    |
| Umidità relativa media (%)       | 81    | 75    | 68    | 65    | 68    | 66    | 64    | 67    | 73    | 80    | 82    | 82    | 79,3     | 67       | 65,7     | 78,3     | 72,6    |
| Giorni di cielo sereno           | 3,6   | 5,7   | 9,4   | 9,3   | 8,5   | 9,5   | 11,8  | 11,8  | 10,0  | 5,7   | 3,6   | 2,5   | 11,8     | 27,2     | 33,1     | 19,3     | 91,4    |
| Ore di soleggiamento mensili     | 61    | 96    | 161   | 187   | 212   | 246   | 269   | 242   | 184   | 116   | 65    | 48    | 205      | 560      | 757      | 365      | 1 887   |
| Pressione a 0 metri s.l.m. (hPa) | 1 022 | 1 020 | 1 018 | 1 015 | 1 016 | 1 016 | 1 016 | 1 016 | 1 017 | 1 018 | 1 018 | 1 021 | 1 021    | 1 016,3  | 1 016    | 1 017,7  | 1 017,8 |
| Tensione di vapore (hPa)         | 6,1   | 6,0   | 7,0   | 8,4   | 11,3  | 14,0  | 15,3  | 15,6  | 13,3  | 11,0  | 8,1   | 6,5   | 6,2      | 8,9      | 15,0     | 10,8     | 10,2    |
| Vento (direzione-m/s)            | 2,5   | 2,7   | 2,9   | 2,8   | 2,6   | 2,5   | 2,3   | 2,1   | 2,2   | 2,1   | 2,3   | 2,6   | 2,6      | 2,8      | 2,3      | 2,2      | 2,5     |

| Mese                         | Mesi | Mesi | Mesi | Mesi | Mesi | Mesi | Mesi | Mesi | Mesi | Mesi | Mesi | Mesi | Stagioni | Stagioni | Stagioni | Stagioni | Anno |
| Mese                         | Gen  | Feb  | Mar  | Apr  | Mag  | Giu  | Lug  | Ago  | Set  | Ott  | Nov  | Dic  | Inv      | Pri      | Est      | Aut      | Anno |
| ---------------------------- | ---- | ---- | ---- | ---- | ---- | ---- | ---- | ---- | ---- | ---- | ---- | ---- | -------- | -------- | -------- | -------- | ---- |
| T. max. media (°C)           | 4,4  | 6,9  | 9,8  | 13,9 | 18,4 | 22,2 | 25,8 | 24,4 | 21,1 | 15,5 | 9,0  | 4,5  | 5,3      | 14,0     | 24,1     | 15,2     | 14,7 |
| T. min. media (°C)           | −1,1 | −0,1 | 1,3  | 4,1  | 8,0  | 11,3 | 14,0 | 13,4 | 10,7 | 6,6  | 2,3  | −0,5 | −0,6     | 4,5      | 12,9     | 6,5      | 5,8  |
| T. max. assoluta (°C)        | 14   | 19   | 25   | 26   | 29   | 32   | 37   | 35   | 32   | 27   | 20   | 19   | 19       | 29       | 37       | 32       | 37   |
| T. min. assoluta (°C)        | −19  | −17  | −7   | −5   | −2   | 3    | 5    | 5    | −2   | −2   | −11  | −11  | −19      | −7       | 3        | −11      | −19  |
| Giorni di gelo (Tmin ≤ 0 °C) | 19,1 | 15,0 | 11,1 | 2,5  | 0,2  | 0,0  | 0,0  | 0,0  | 0,0  | 0,9  | 7,7  | 15,5 | 49,6     | 13,8     | 0,0      | 8,6      | 72,0 |
| Precipitazioni (mm)          | 82   | 83   | 81   | 66   | 78   | 91   | 68   | 80   | 82   | 78   | 94   | 88   | 253      | 225      | 239      | 254      | 971  |
| Giorni di pioggia            | 11   | 10   | 10   | 9    | 11   | 10   | 8    | 9    | 8    | 9    | 10   | 10   | 31       | 30       | 27       | 27       | 115  |

## Origini del nome
Il nome dell'antica città romana di Genava deriva dal celtico genu / genawa che significa "estuario", "golfo".

## Storia

### Antichità
I primi abitanti della zona in epoca protostorica sarebbero stati i Liguri mentre, in epoca storica, quando vi giunsero, i Romani vi trovarono i Galli Allobrogi. 
La sottomissione romana del paese iniziò a partire dal 121 a.C. Ginevra divenne allora un avamposto nel nord della provincia della Gallia transalpina (che prese il nome di Gallia Narbonense sotto il regno di Augusto).
La realizzazione del porto avvenne tra il 123 e il 105 a.C. La città era in quel periodo costituita da un modesto agglomerato, le cui abitazioni erano costruite in legno e in un impasto di argilla e paglia.
Ginevra entrò nella storia nel 58 a.C., quando Giulio Cesare menziona il suo passaggio in questa città ("Genava") nel De bello gallico. Volendo impedire il passaggio degli Elvezi, Cesare rese inagibile il ponte sul Rodano. Con l'insediamento provvisorio delle truppe romane, l'oppidum si espanse gradatamente, diventando dapprima un vicus e poi una civitas.
Tuttavia, Nyon (Colonia Julia Equestris) e Avenches (Aventicum) occupavano un posto più importante nella rete urbana regionale. Dopo un incendio, alla metà del I secolo d.C., l'urbanistica venne modificata e le costruzioni in muratura sostituirono gli edifici in materiale leggero. Due secoli più tardi, le migrazioni alemanne provocarono la distruzione di gran parte degli edifici nell'ultimo quarto del III secolo.
Il primo santuario cristiano fu eretto intorno al 350. Il complesso venne ultimato alla fine del IV secolo: era costituito da una chiesa lunga più di trenta metri, circondata da un portico che dava accesso al battistero e dai suoi annessi. Nella città alta, la chiesa di Saint-Germain rappresentò nel V secolo un secondo punto di aggregazione dei primi tempi cristiani. Nel V secolo, l'insediamento dei Burgundi nel 443 e la scelta di Ginevra come capitale rinforzarono il ruolo politico della città. Intorno al 467, il centro del regno Burgundo si spostò verso Lione e Ginevra subì le guerre fratricide tra Godegiselo e Gundobado, che incendiò la città.
Fino alla fine dell'Alto Medioevo si osserva una continuità di occupazione, il cui miglior esempio è rappresentato dal gruppo episcopale. I limiti del centro storico si mantennero all'interno della cinta muraria del Basso Impero, ma i sobborghi si svilupparono. La frana della montagna di Tauredunum nel 563 provocò una gigantesca ondata che distrusse il porto e causò numerose vittime.
All'inizio del medioevo, lo sviluppo orizzontale dell'epoca romana fu rimpiazzato da una città di tipo medioevale, costruita in altezza, a causa della riduzione dello spazio urbano imposta dalla costruzione di fortificazioni di cinta.

### Medioevo
La struttura del potere tra l'arrivo dei Burgundi e il trattato di Seyssel del 1124 è oggetto di dibattiti ancor oggi non conclusi.
I litigi dinastici finirono per indebolire la monarchia burgunda, che scomparve nel 534 a vantaggio dei Franchi.
Ginevra divenne il centro di un pagus, la contea di Ginevra, che dipendeva dal re di Orléans o dal re di Neustria, a seconda delle ricorrenti spartizioni del regno franco.
Successivamente divenne capitale del Regno di Borgogna governato dai sovrani della dinastia merovingia fino al 751, anno in cui l'ultimo re merovingio, Childerico III, venne deposto dal maggiordomo di Palazzo Pipino il Breve.
A partire dall'epoca dei Carolingi, la diocesi di Ginevra fu il centro di lotte di potere tra i sovrani della regione e l'imperatore. Anche se esercitava alcuni diritti regali come quello di coniare moneta, il vescovo non ricevette i diritti comitali sulla totalità della sua diocesi, diritti che erano esercitati dal conte di Ginevra il quale possedeva un castello che dominava Bourg-de-Four, al centro della città.

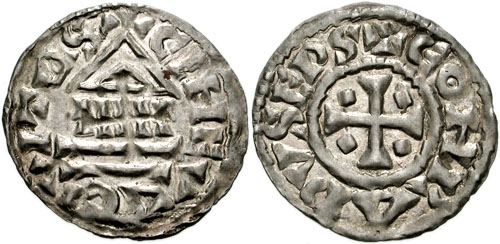
Un denario d'argento (inizio dell'XI secolo).

Al momento della disgregazione dell'impero carolingio, Ginevra faceva parte del secondo regno di Borgogna, che passò nel 1032 sotto il Sacro Romano Impero Germanico.
Con la riforma gregoriana, alla fine dell'XI secolo, ebbe inizio una reazione contro l'usurpazione dei beni della Chiesa da parte della signoria laica. Sostenuto dal Papa, il vescovo Humbert de Grammont impose al conte Aimone I il trattato di Seyssel che stabilì la sovranità del vescovo sulla città.
Per mezzo di un diploma imperiale del 1162, l'imperatore Federico Barbarossa confermò definitivamente l'indipendenza dei vescovi, ormai riconosciuti come principi privilegiati dell'impero.
All'inizio del XIII secolo intervenne un terzo potere: quello della casa Savoia. Il conte di Savoia Amedeo IV s'impadronì nel 1250 del castello di Bourg-de-Four. Al contempo, i mercanti e gli artigiani si raggrupparono per lottare contro la potenza feudale del vescovo. Questo movimento fu favorito dalle fiere di Ginevra che, a partire dalla metà del XIII secolo, portarono ai cittadini l'esempio dei comuni liberi italiani e la prosperità che permise di imporre la loro volontà al vescovo. A partire dalla fine del secolo, il conte di Savoia si collegò al potere episcopale.
Nel 1285, i cittadini nominarono dieci procuratori (o sindaci) per essere rappresentati. La decisione fu annullata dal vescovo il 29 settembre ma, il 1º ottobre, il conte Amedeo V di Savoia concesse loro lettere patenti che garantivano la sicurezza dei mercanti che si recavano alle fiere.
Nel 1309, il vescovo riconobbe ai cittadini il diritto di nominare rappresentanti, o procuratori, per occuparsi dei loro affari comuni, a condizione che questi non usurpassero la giurisdizione episcopale. In cambio, impose la costruzione di un mercato coperto, necessario a immagazzinare le merci destinate alle fiere, e concesse loro un terzo degli incassi. A partire da quel momento, i cittadini, riuniti in assemblea all'inizio di ogni anno in seno al Consiglio Generale, elessero per un anno i rappresentanti della città.
Nel 1387, il vescovo Adhémar Fabri confermò le franchigie accordate ai cittadini e ai loro rappresentanti con un trattato che regolò per i successivi centocinquanta anni la vita politica ginevrina.

Genève. Tavola tratta da Lettres sur la Suisse, 1829. Da BEIC, biblioteca digitale

Siccome i conti di Savoia si arrogavano sempre di più il potere a detrimento del vescovo, i cittadini si unirono a quest'ultimo per far fronte comune contro il nemico ma Amedeo VIII di Savoia, che aveva acquisito la contea di Ginevra, ottenne che i principi del suo casato avessero un diritto di prelazione presso la diocesi: la sede episcopale fu occupata da membri di casa Savoia o delle famiglie vassalle.
Coinvolta dal suo vescovo al fianco del duca di Borgogna nelle guerre borgognone, Ginevra fu minacciata dagli Svizzeri in seguito alla loro vittoria e fu condannata nel 1475 a pagare una considerevole ammenda.
Il vescovo allora si alleò ai vincitori e concluse, il 14 novembre 1477, un trattato di combourgeoisie (riconoscimento della cittadinanza) della durata di cinque anni con le città di Berna e Friburgo. Nel 1519, fu la comunità dei cittadini a firmare con Friburgo un nuovo trattato di combourgeoisie, ma il duca di Savoia costrinse i ginevrini a rinunciare a questa alleanza diretta contro di lui.
Tuttavia, il trattato del 1526 tra Ginevra, Berna e Friburgo annunciò la fine del potere del vescovo e l'emergere di una signoria autonoma. Gli Eighenotti, partigiani dei Confederati, fecero approvare il trattato dal Consiglio Generale il 25 febbraio.

### Riforma

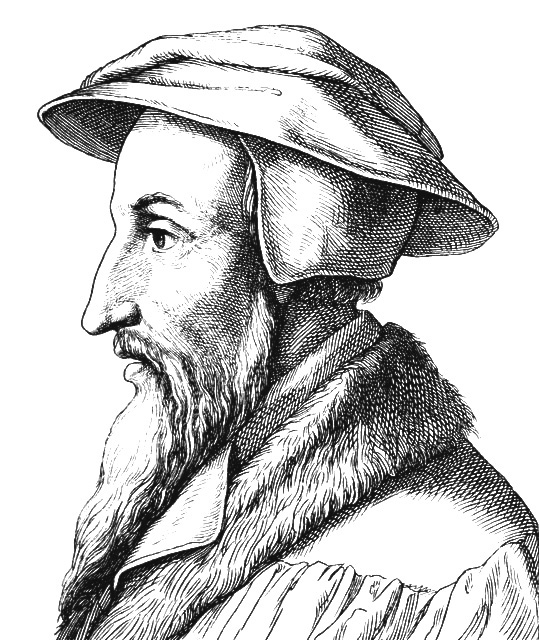
Giovanni Calvino

A partire dal 1526, mercanti tedeschi introdussero a Ginevra le idee della Riforma Luterana tra i commercianti ginevrini e questa corrente di pensiero si diffuse tra la popolazione sotto l'influenza di predicatori come Guillaume Farel.
L'8 agosto 1535 Farel, nonostante il divieto dei magistrati, predicò per la prima volta davanti a una grande folla. Il pomeriggio dello stesso giorno, durante i vespri, alcuni iconoclasti devastarono la cattedrale di Ginevra, distruggendo le statue e strappando le immagini, considerate idolatre dal culto riformato.
Il 10 agosto, la celebrazione della messa cattolica venne proibita dal Consiglio dei Duecento, per cui il 22 agosto il vescovo Pierre de la Baume lasciò Ginevra per trasferirsi con tutta la corte a Gex. Il Consiglio lo dichiarò decaduto di fatto, sostituendosi ad esso il 26 novembre nella prerogativa di battere moneta. Il Consiglio dei Duecento si attribuì il diritto di coniare moneta nel momento in cui la città era nuovamente minacciata dal Ducato di Savoia.
La Riforma fu definitivamente adottata il 21 maggio 1536 e, allo stesso tempo, fu reso obbligatorio mandare i propri figli a scuola. Da questo momento Ginevra diventò il centro del calvinismo, venendo a volte chiamata la «Roma protestante».
Arrivato a Ginevra nel luglio del 1536, Giovanni Calvino ebbe un'influenza decisiva, in qualità di presidente della Compagnia dei Pastori, su tutti gli aspetti della vita ginevrina.
Una volta proclamata la repubblica sotto il nome di «Signoria di Ginevra», Calvino redasse le Ordinanze ecclesiastiche nel 1541, poi gli Editti civili nel 1543, che servirono da costituzione alla nuova repubblica.Le istituzioni politiche includevano il Consiglio Generale, dove sedevano i membri della borghesia di Ginevra, il Consiglio dei Duecento, il Consiglio dei Sessanta e, per gli affari religiosi, il Concistoro.

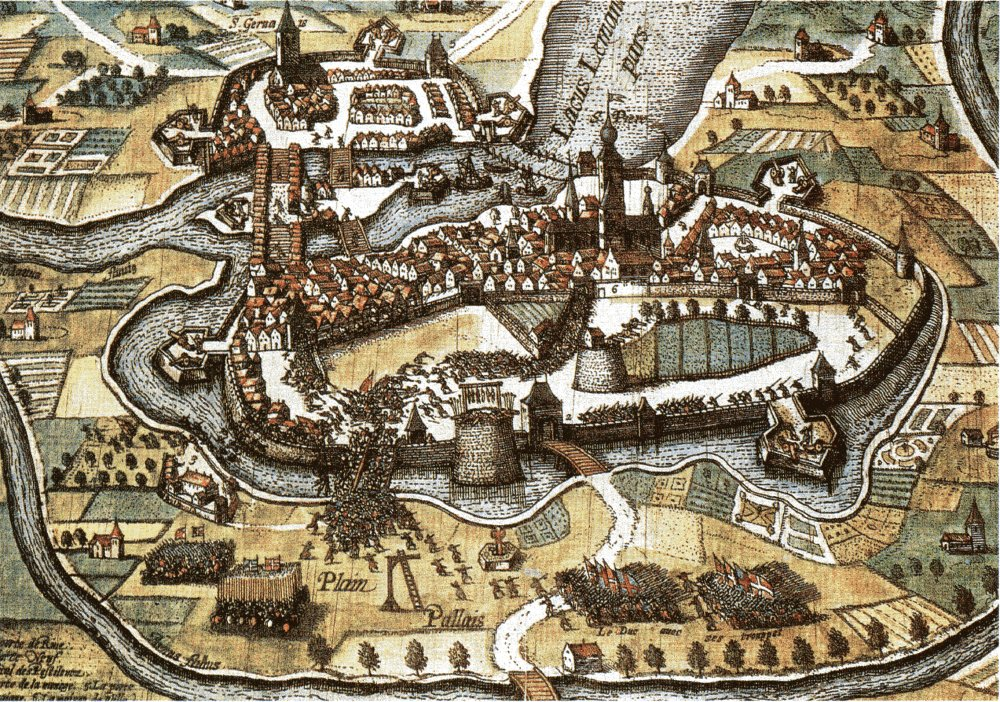
Battaglia dell'Escalade (11-12 dicembre 1602)

Durante il periodo della sua egemonia, il 27 ottobre 1553, il medico e teologo spagnolo Michele Serveto fu arso al rogo per eresia.
A partire dalla sua ascesa al trono nel 1580, gli attacchi del duca Carlo Emanuele I di Savoia si moltiplicarono. Ginevra estese allora le sue alleanze con Soletta, Zurigo e la Francia. Nell'aprile del 1589, i ginevrini e i loro alleati tentarono di fare indietreggiare i savoiardi che riuscirono a mantenere le loro posizioni.
L'11 dicembre 1602, un nuovo attacco notturno dei savoiardi, noto come sconfitta de L'Escalade, costrinse il duca ad accettare una pace durevole suggellata dal trattato di Saint-Julien del 12 luglio 1603, che riconobbe l'indipendenza della città.
Sul piano economico, numerosi protestanti italiani e, soprattutto, francesi raddoppiarono la popolazione alla metà del secolo XVI e diedero nuovo dinamismo alla città. Questi nuovi arrivati, uomini d'affari, banchieri e artigiani, portarono capitali, crearono le relazioni con gli ambienti d'affari stranieri e svilupparono il ruolo di centro commerciale di Ginevra.
Le attività manifatturiere da loro introdotte, come l'industria della seta proveniente dall'Italia, l'oreficeria e l'orologeria, orientarono il loro sviluppo verso l'esportazione, grazie al sostegno accordato loro dalle autorità municipali.

### XVIII secolo
Il secolo, economicamente e culturalmente florido, è scosso da alcuni problemi politici che i contemporanei chiamano le «rivoluzioni di Ginevra».
In effetti, il sistema politico in vigore si basava sulla distinzione tra due gruppi: quelli che beneficiavano dei diritti politici e civili, aristocratici e borghesi, composti da una minoranza (27 % nel 1781), e quelli che non godevano di diritti politici, ma solamente di alcuni diritti civili (abitanti e nativi). Tuttavia la lotta finisce per scoppiare all'interno del gruppo formato dai cittadini e dai borghesi.

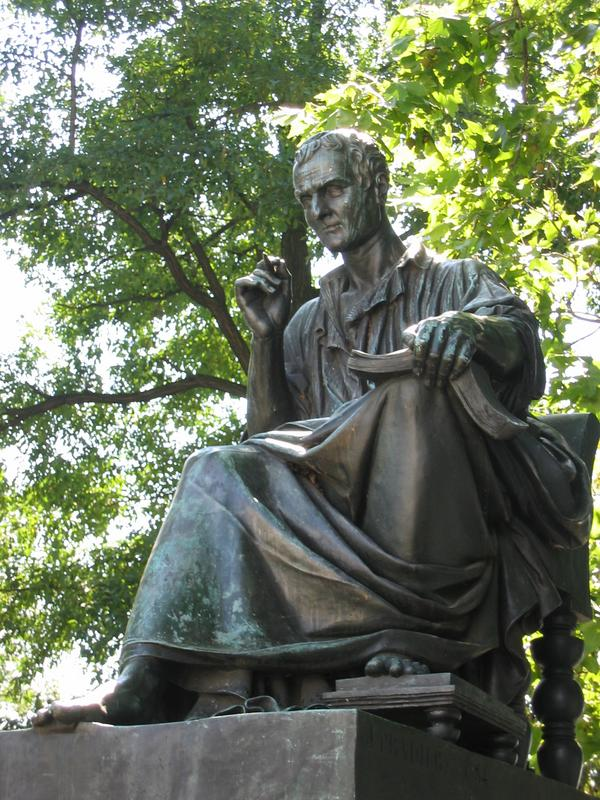
Statua di Jean-Jacques Rousseau.

Un movimento di rivolta scoppia nel 1707 a causa di un malcontento d'ordine economico. La rivolta è capitanata da un membro dell'aristocrazia, l'avvocato Pierre Fatio, il quale fissa un programma con aspirazioni confuse. La sommossa viene sconfitta grazie all'appoggio delle truppe bernesi e di Zurigo e Fatio è fucilato segretamente in prigione. Nel 1737, una nuova rivolta provoca undici morti. Sconfitto, il governo mette in allerta la Francia, che interviene proponendo un arbitrato che soddisfa i cittadini. Pertanto, smentendo il certificato di tolleranza descritto dall'Encyclopédie di Diderot e di Alembert, il Piccolo Consiglio condanna nel 1762 due opere di Rousseau — Emilio o dell'educazione e il Contratto sociale — a essere bruciate davanti al Municipio (Hôtel-de-Ville) perché «tese a distruggere la religione cattolica e tutti i governi». I cittadini protestano presentando delle denunce al governo denominate «rappresentazioni». I borghesi e i nativi finiscono per occupare la città nel febbraio del 1781 e votano una legge che concede l'uguaglianza civile ai nativi, agli abitanti e a coloro che vivono nella campagna.

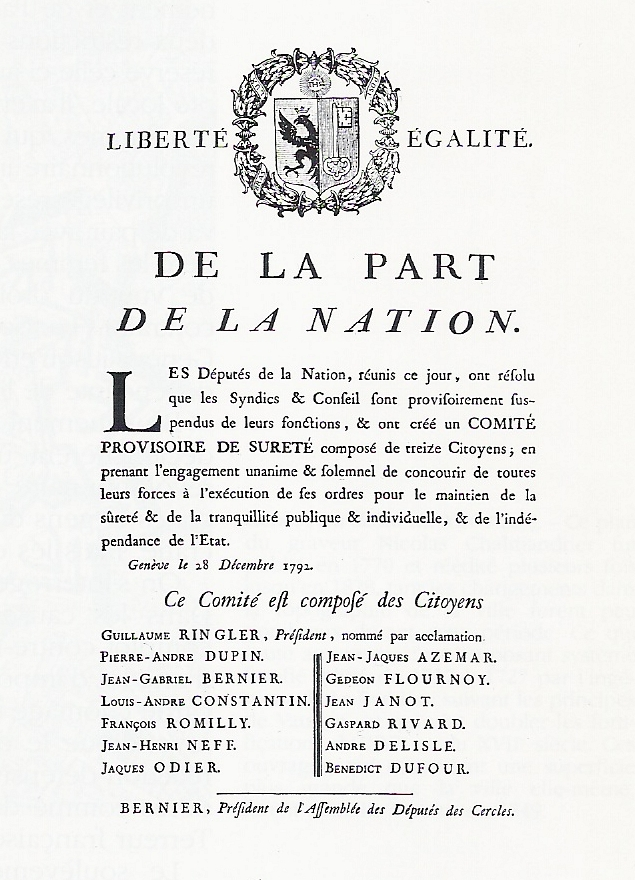
Proclamazione del 28 dicembre 1792

Ma l'aristocrazia chiama Luigi XVI in soccorso: tre armate coalizzate - francesi, piemontesi e bernesi - assediano Ginevra che capitola il 2 luglio 1782. L'aristocrazia ritrova il potere ma i nativi conservano l'uguaglianza civile. Un migliaio di Rappresentanti si esiliano a Parigi (dove con le loro idee parteciperanno alla Rivoluzione francese), Bruxelles o Costanza. La fine della forte congiuntura economica tra il 1785 ed il 1789, conseguenza della crisi generale che segna il periodo che precede la Rivoluzione francese, colpisce la popolazione con un aumento dei prezzi, ma anche i piccoli proprietari. Il 26 gennaio 1789, il governo ginevrino aumenta il prezzo del pane a seguito di un cattivo raccolto. Questa decisione fa scaturire degli scontri a Saint-Gervais che conducono all'annullamento dell'aumento e alla liberalizzazione progressiva della costituzione.
Dopo la Rivoluzione, l'accerchiamento di Ginevra da parte dei rivoluzionari ha come risultato, nel dicembre 1792, un movimento che abbatte il governo del Vecchio Regime il 28 dicembre e proclama l'uguaglianza politica di tutte le categorie della popolazione. Nel 1793, finisce il Vecchio Regime a Ginevra: una costituzione, redatta da un'assemblea nazionale e votata dai cittadini il 5 febbraio 1794, istituisce un controllo esteso da parte dei cittadini sugli atti del governo e dell'amministrazione.
L'economia ginevrina è quindi dominata – 32% degli attivi – dal settore dell'orologeria e dai mestieri ad esso collegati raggruppati sotto il nome di «Fabbrica», rete di piccoli atelier artigianali situati al piano superiore dei palazzi. Peraltro, il tessuto economico vede svilupparsi un'industria delle tele indiane — caratterizzata da grandi manifatture — nel primo terzo di secolo fino a diventare il secondo settore in termini di importanza. Legate allo sviluppo del commercio internazionale e alle necessità di denaro per le guerre di Luigi XIV, le attività bancarie diventano uno dei perni dell'economia ginevrina a partire dal 1700.

### XIX secolo
Il 26 aprile 1798 il Trattato di riunione integra Ginevra al territorio della Repubblica Francese. Alla fine di agosto, dopo aver rinunciato alla sua sovranità e alle sue alleanze, la città viene scelta come prefettura e capoluogo del dipartimento del Lemano. Ginevra diventa dunque una delle tante città francesi, e i suoi abitanti sperimentano così il centralismo napoleonico. Unico privilegio, iscritto nel trattato di riunione, fu l’esenzione dalla coscrizione militare. La sconfitta dell'armata napoleonica gli renderà tuttavia la sua indipendenza.
Il 30 dicembre 1813, la guarnigione francese lascia la città, e il generale austriaco Ferdinand von Bubna und Littitz vi fa il suo ingresso.
Il giorno seguente, dopo la ritirata definitiva del prefetto, un governo reazionario diretto dal vecchio sindaco Ami Lullin proclama la restaurazione della repubblica e dell'Ancien Régime.
Ciò nonostante, i magistrati sono coscienti che Ginevra non può più permettersi di formare uno Stato isolato, per tale motivo si rivolgono ai loro vecchi alleati svizzeri domandando l'entrata della loro repubblica nella Confederazione svizzera.
Nonostante il timore che i cattolici hanno della «Roma protestante» e delle difficoltà che questa ha conosciuto nel XVIII secolo, l'annessione diventa effettiva il 19 maggio 1815.

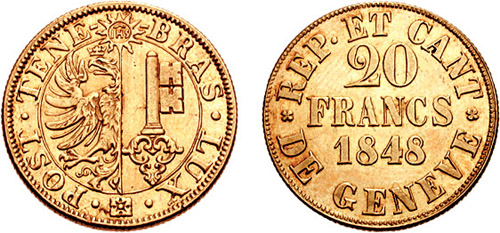
Moneta ginevrina da 20 franchi del 1848.

Nel 1833 e nel 1834, gli scioperi dei sarti e dei fabbri (di serrature e lucchetti) sono tra i primi del XIX secolo in Svizzera e, nel novembre del 1841, una sommossa ha per conseguenze l'elezione di un'assemblea costituente.
La costituzione del 1842 adotta il suffragio universale maschile e dota la città di Ginevra di istituzioni municipali proprie.

Il regime cadrà a causa della guerra del Sonderbund. Il 3 ottobre 1846, le autorità rifiutano di raccomandare ai membri ginevrini della dieta federale di votare la dissoluzione del Sonderbund. Di conseguenza, il quartiere operaio di Saint-Gervais si solleva due giorni dopo, e respinge le truppe del governo.
Questa sarà la miccia che innescherà una rivoluzione di sinistra guidata dal partito radicale di James Fazy, che rovescerà il governo e stabilirà una nuova costituzione il 24 maggio 1847. In questa nuova costituzione il carattere dominante del protestantesimo viene rimosso.
Sul piano economico, l'industrializzazione della regione evolve con l'apparire di atelier di meccanica, di apparecchiature elettriche e di automobili. L'elettrificazione della città avrà luogo sotto l'impulso del Consigliere Amministrativo Théodore Turrettini, con la costruzione degli stabilimenti delle Forze Motrici e di Chêvres.
L'arrivo sempre più massiccio di operai stranieri completa la trasformazione della fisionomia sociale dell'agglomerato.
Mentre all'inizio del XIX secolo era ancora possibile distinguere un abitante della campagna da un cittadino, le differenze si affievoliscono progressivamente con il passare degli anni e la popolazione presenta un profilo sempre più cosmopolita.

### XX secolo
La missione internazionale della città si afferma particolarmente dopo la prima guerra mondiale: Ginevra diventa — in particolare per l'attività di Gustave Ador e William Rappard — la sede della Società delle Nazioni nel 1919.
A seguito della prima guerra mondiale, la lotta di classe aumenta e conduce allo sciopero generale dell'11 novembre 1918, che si sviluppa principalmente nella Svizzera tedesca. Ma l'atteggiamento francofilo riduce sensibilmente il suo impatto a Ginevra.
Nel 1931 il comune di Ginevra inglobò i comuni soppressi di Le Petit-Saconnex, Les Eaux-Vives e Plainpalais.
Piccoli partiti d'ispirazione fascista, come l'Union nationale, indissero una manifestazioni con ialcuni esponenti socialisti ginevrini il 9 novembre 1932 in un teatro nel quartiere di Plainpalais. Questo fatto spinse il partito socialista ginevrino ad indire una contromanifestazione antifascista nelle vicinanze. In questa occasione, alcune giovani reclute aprirono il fuoco senza preavviso sulla folla, facendo tredici morti e 63 feriti. Questa tragedia provocò, pochi giorni più tardi, un nuovo sciopero generale di protesta.
Dopo la seconda guerra mondiale, la sede europea dell'ONU e decine di organizzazioni internazionali furono poste a Ginevra, contribuendo a dare impulso sia al turismo di piacere che a quello di affari. Con gli inizi degli anni '60, Ginevra è una delle prime regioni svizzere a conoscere un certo successo dei movimenti xenofobi, con la comparsa dei Vigilanti, ma anche il terzo cantone ad accordare diritto di voto cantonale e comunale alle donne.

### Simboli
(Antonio Manno, Bibliografia storica degli Stati della monarchia di Savoia, 1907)

## Monumenti e luoghi d'interesse
Le principali attrazioni turistiche di Ginevra includono il Muro dei Riformatori, l'orologio fiorito, il Monumento a Carlo II di Brunswick, il Jet d'eau (Getto d'acqua) e il Palais des Nations, che ospita l'Ufficio delle Nazioni Unite a Ginevra.
Uno dei monumenti più visitati della città è la Cattedrale di San Pietro, situata alla sommità della città vecchia. Un museo sotterraneo presenta l'evoluzione del sito e l'introduzione del cristianesimo nella città.
Il Museo internazionale della Riforma, situato nella Maison Mallet, presenta la storia della Riforma protestante e dei suoi maggiori esponenti. Un corridoio sotterraneo, riaperto in occasione dell'apertura del museo della Riforma, collega i due edifici. L'intero sito, che comprende la cattedrale e le sue torri, il museo e l'Auditorio di Calvino, è denominato l'Éspace Saint-Pierre ed è una delle maggiori offerte culturali della città.
Un altro luogo apprezzato dai turisti è la città vecchia stessa, che preserva l'architettura tipica di una città europea del XVIII secolo. Numerosi personaggi illustri hanno vissuto in questa parte della città, tra cui Jean-Jacques Rousseau, Franz Liszt e Jorge Luis Borges.
Il simbolo di Ginevra resta ad ogni modo il Jet d'eau, situato all'estremità della riva delle Eaux-Vives. Il getto culmina a 140 metri di altezza circa ed è visibile da una buona parte della città.

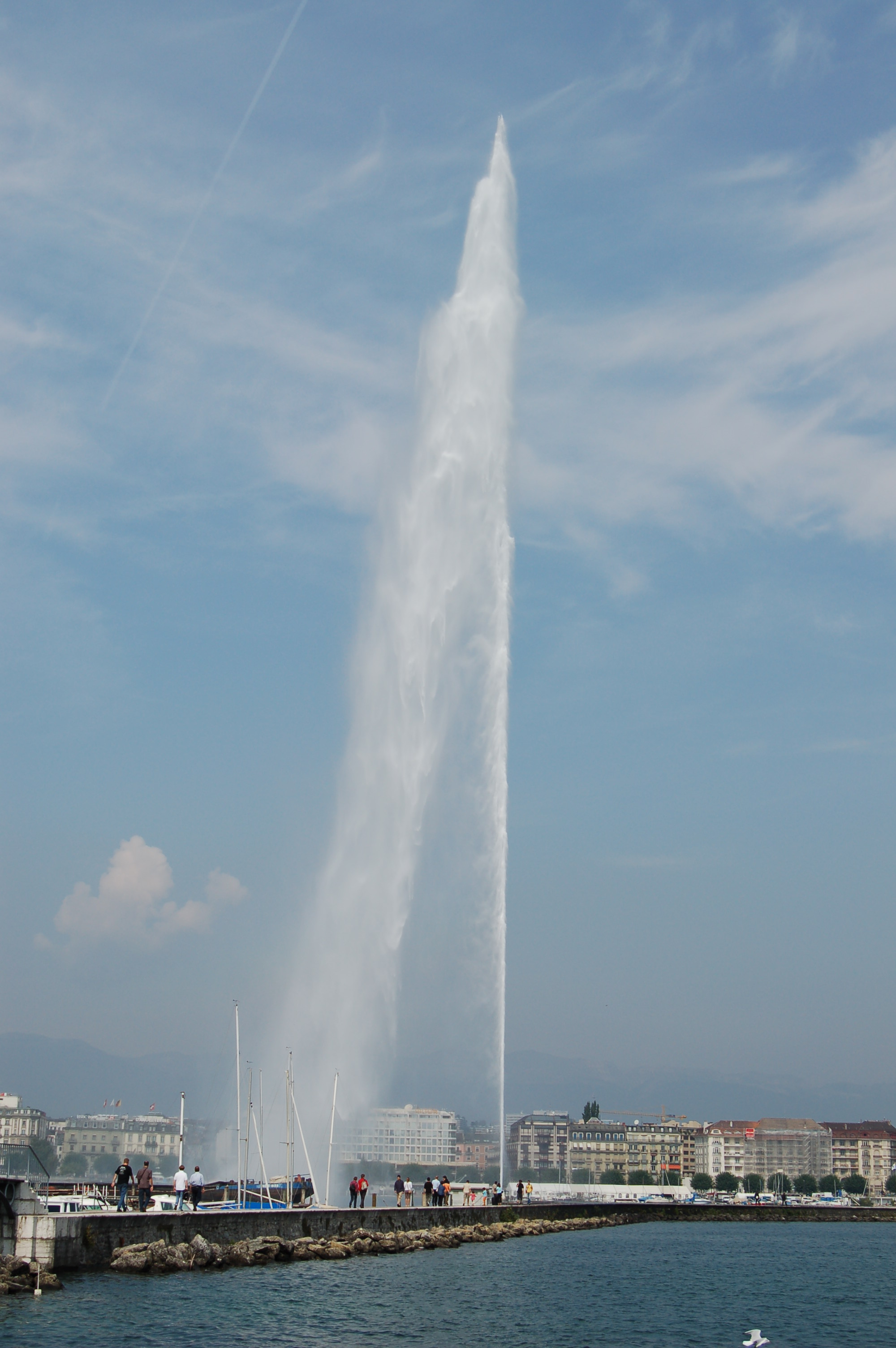
Jet d'eau
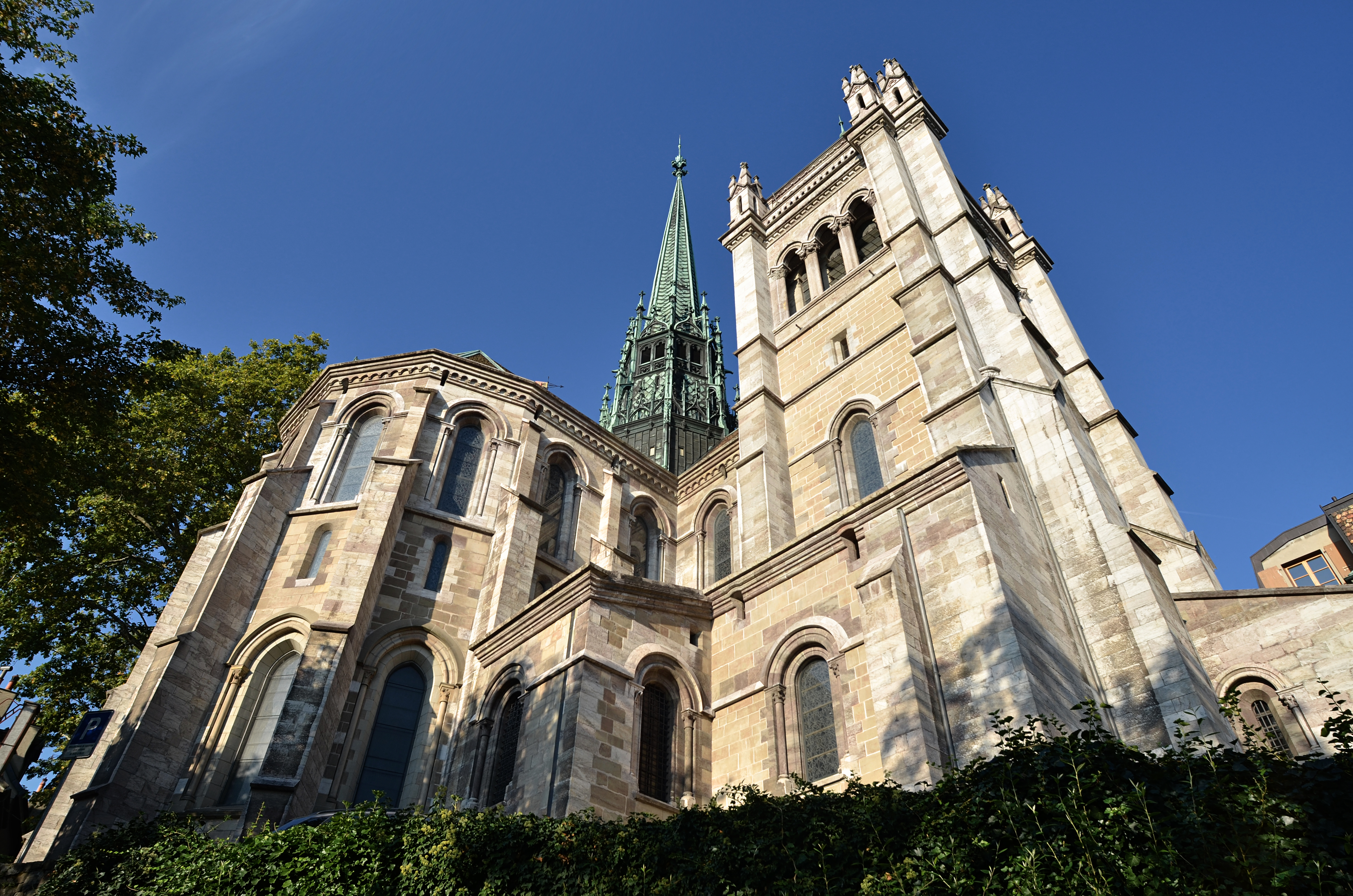
Cattedrale di San Pietro
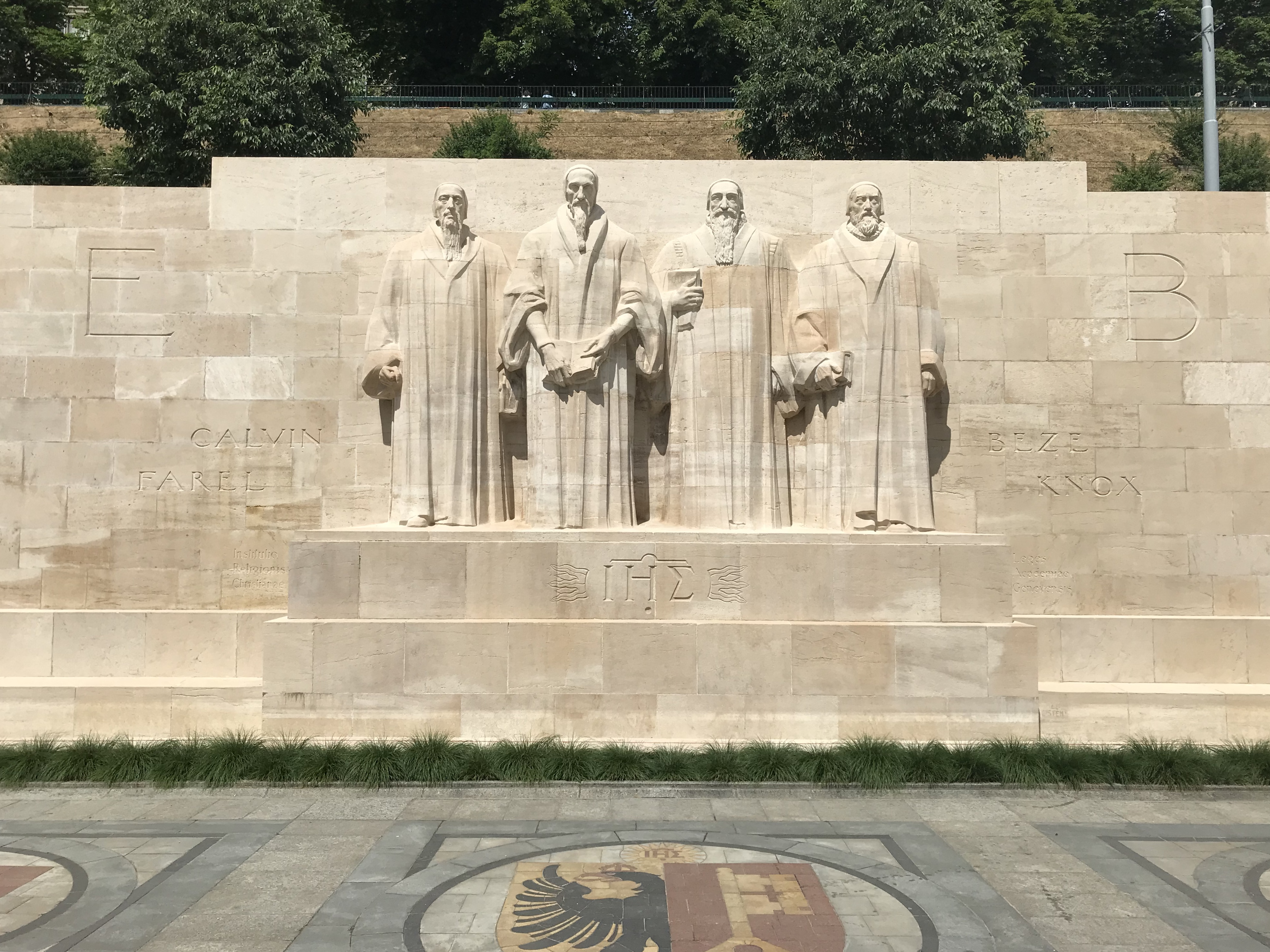
Muro dei Riformatori
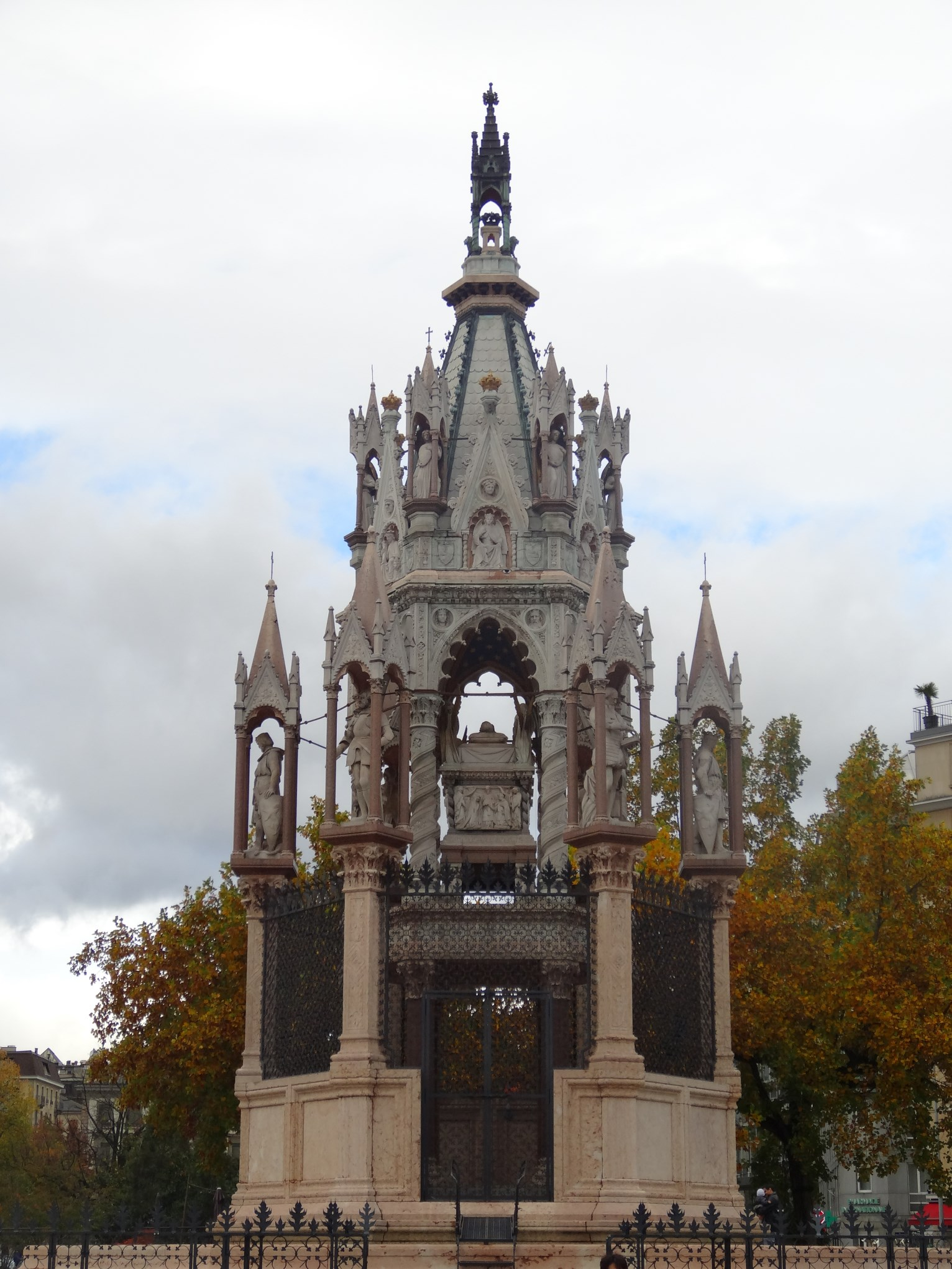
Monumento Brunswick

### Architetture religiose
Sono presenti molte comunità religiose a Ginevra. Sebbene Ginevra in passato sia stata denominata la "Roma protestante", il numero di cattolici è costantemente aumentato con l'immigrazione proveniente dai paesi latini. La comunità ebraica è una delle più antiche di Ginevra, mentre la comunità musulmana è emersa più recentemente. Gli edifici legati al culto protestante sono quelli più diffusi, tuttavia sono presenti anche chiese cattoliche, chiese ortodosse e sinagoghe.

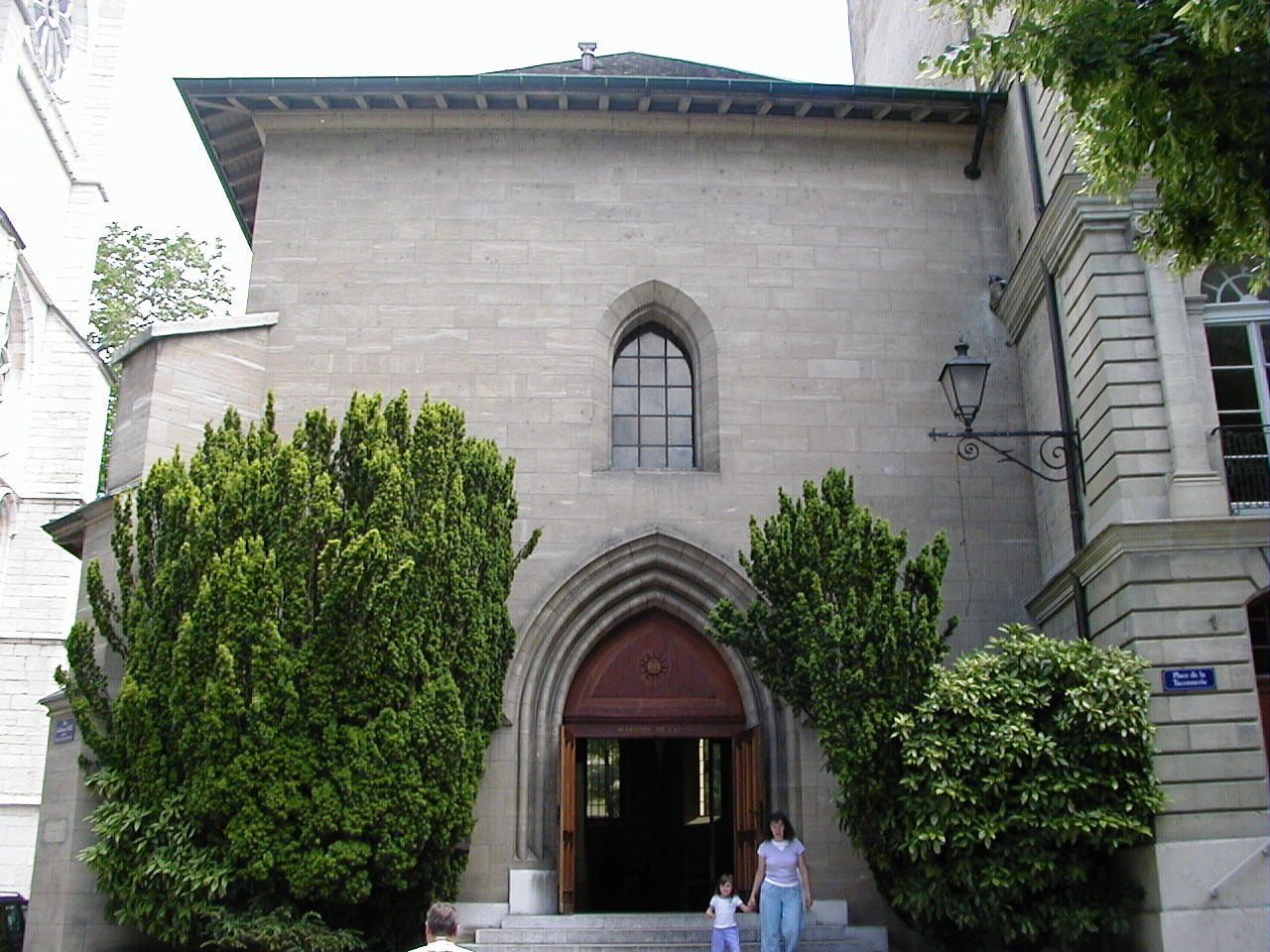
Auditorio di Calvino (protestante)
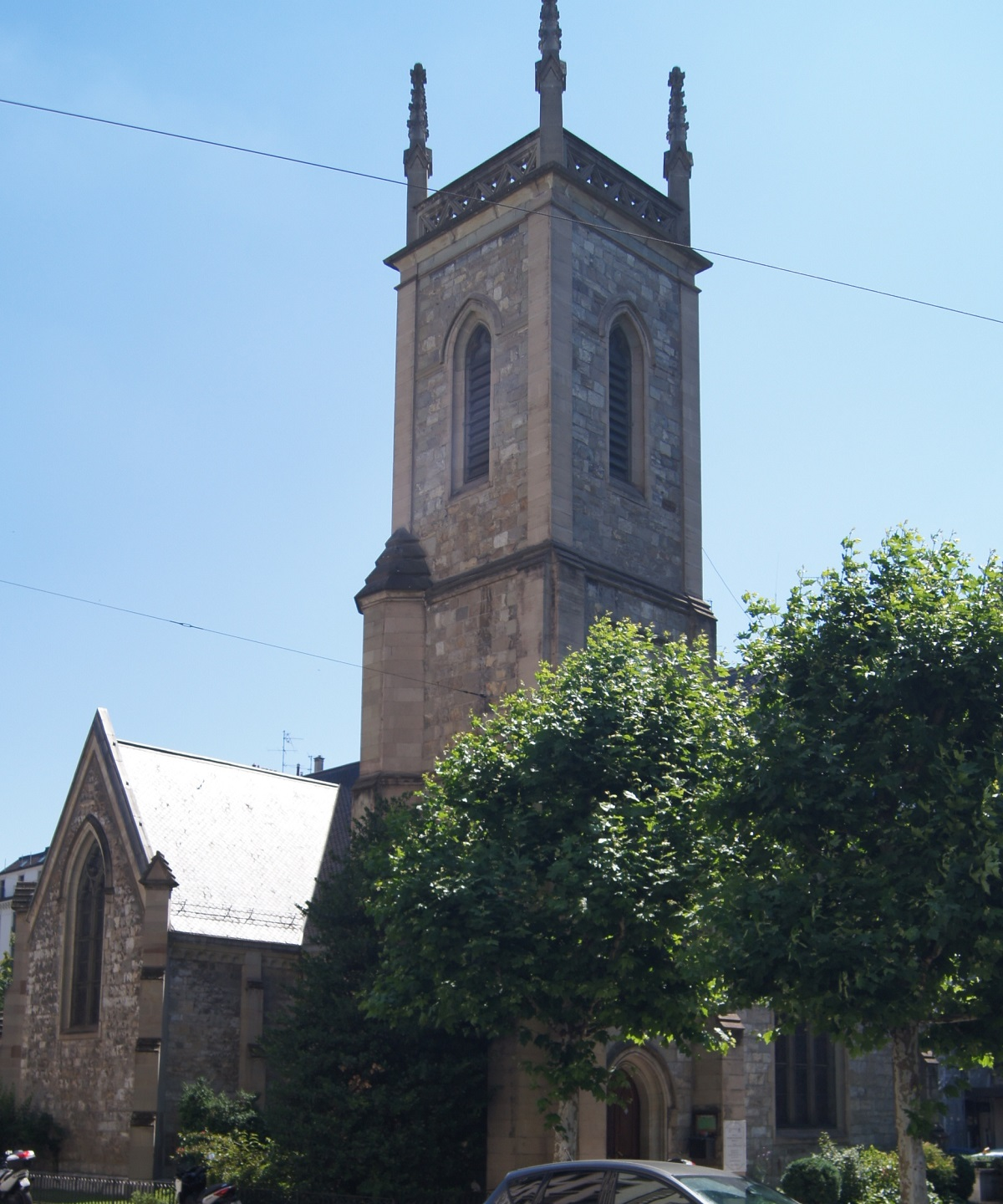
Chiesa inglese di Ginevra (anglicana)
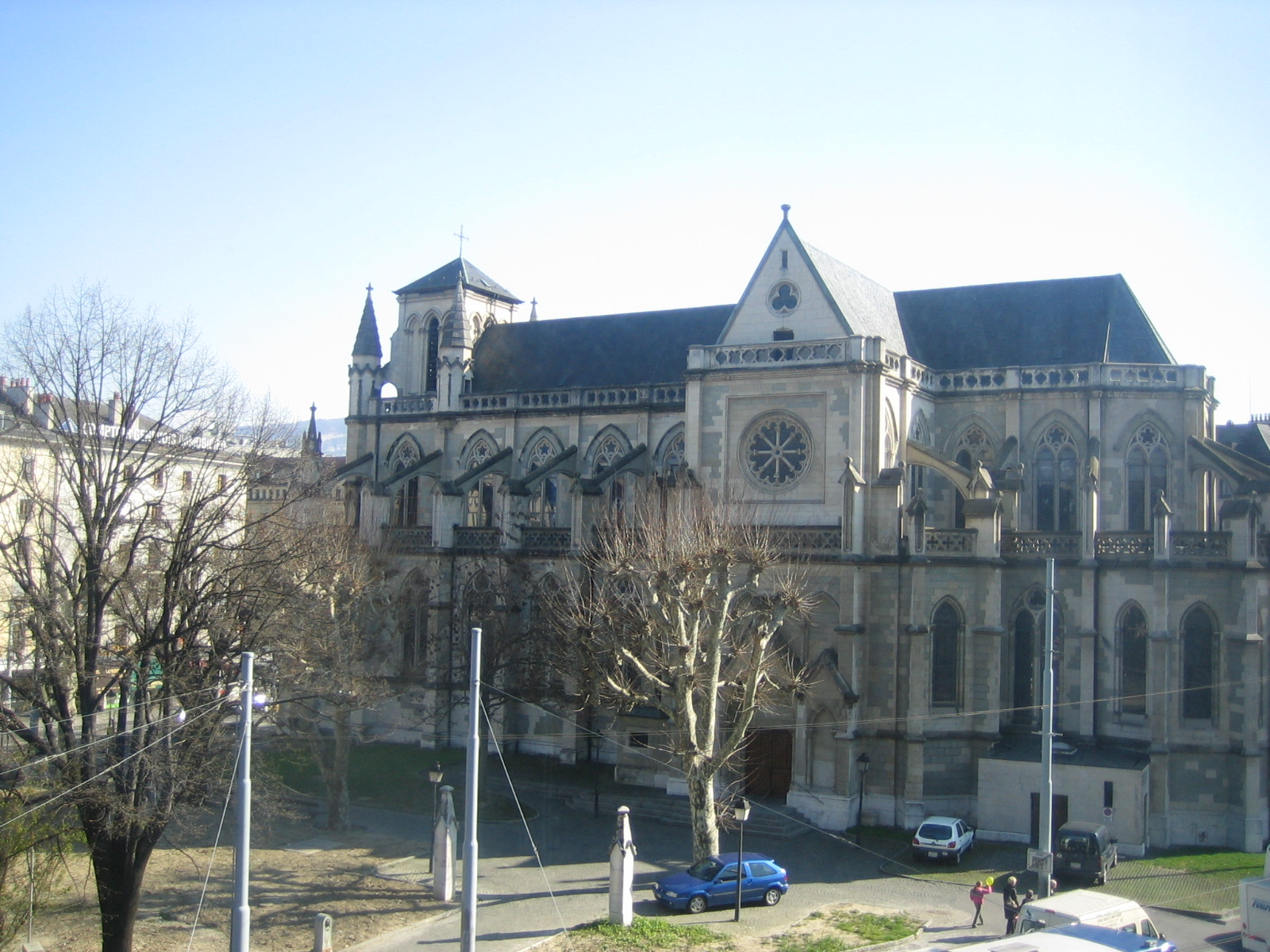
Basilica di Nôtre-Dame (cattolica)
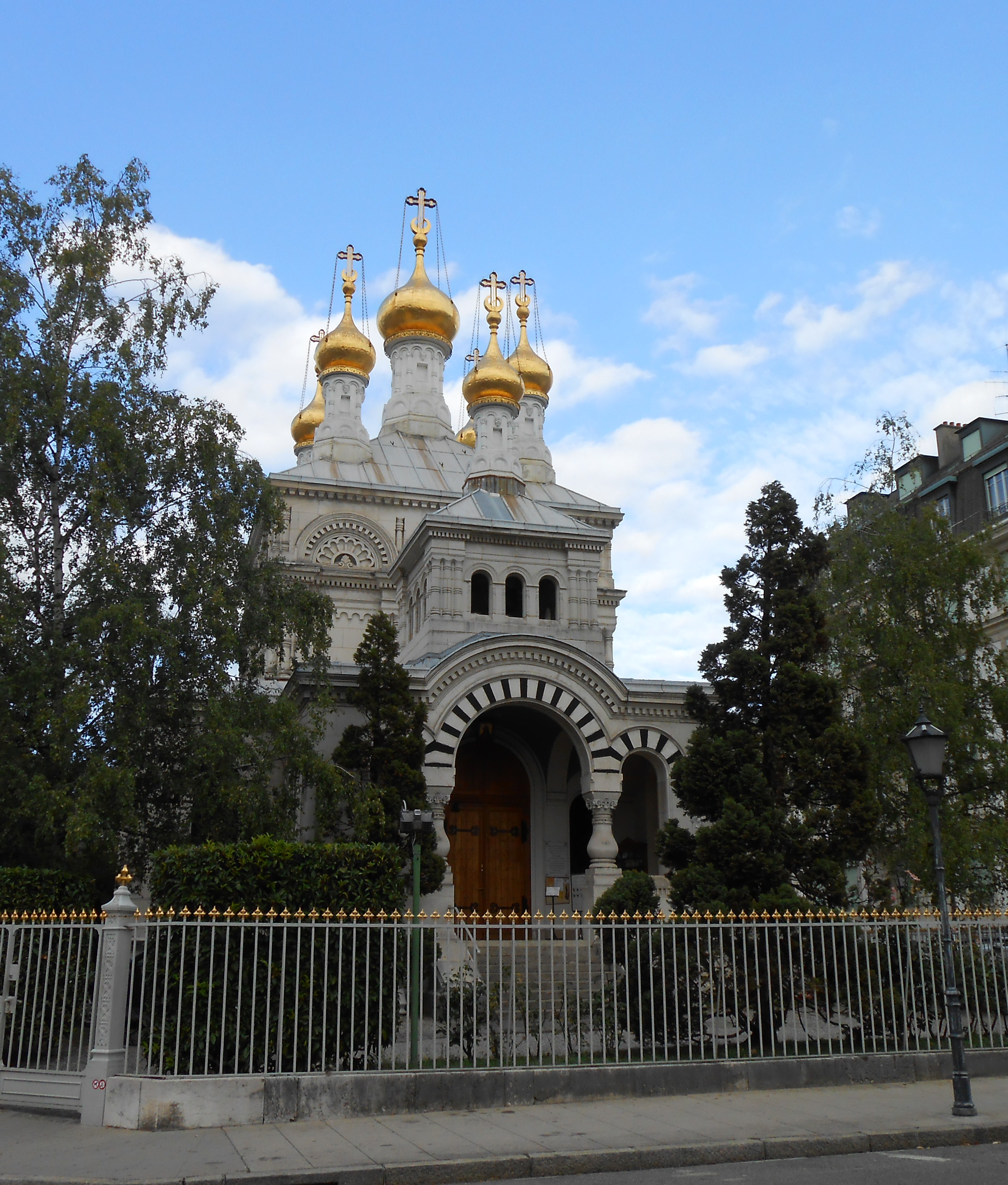
Chiesa russo ortodossa
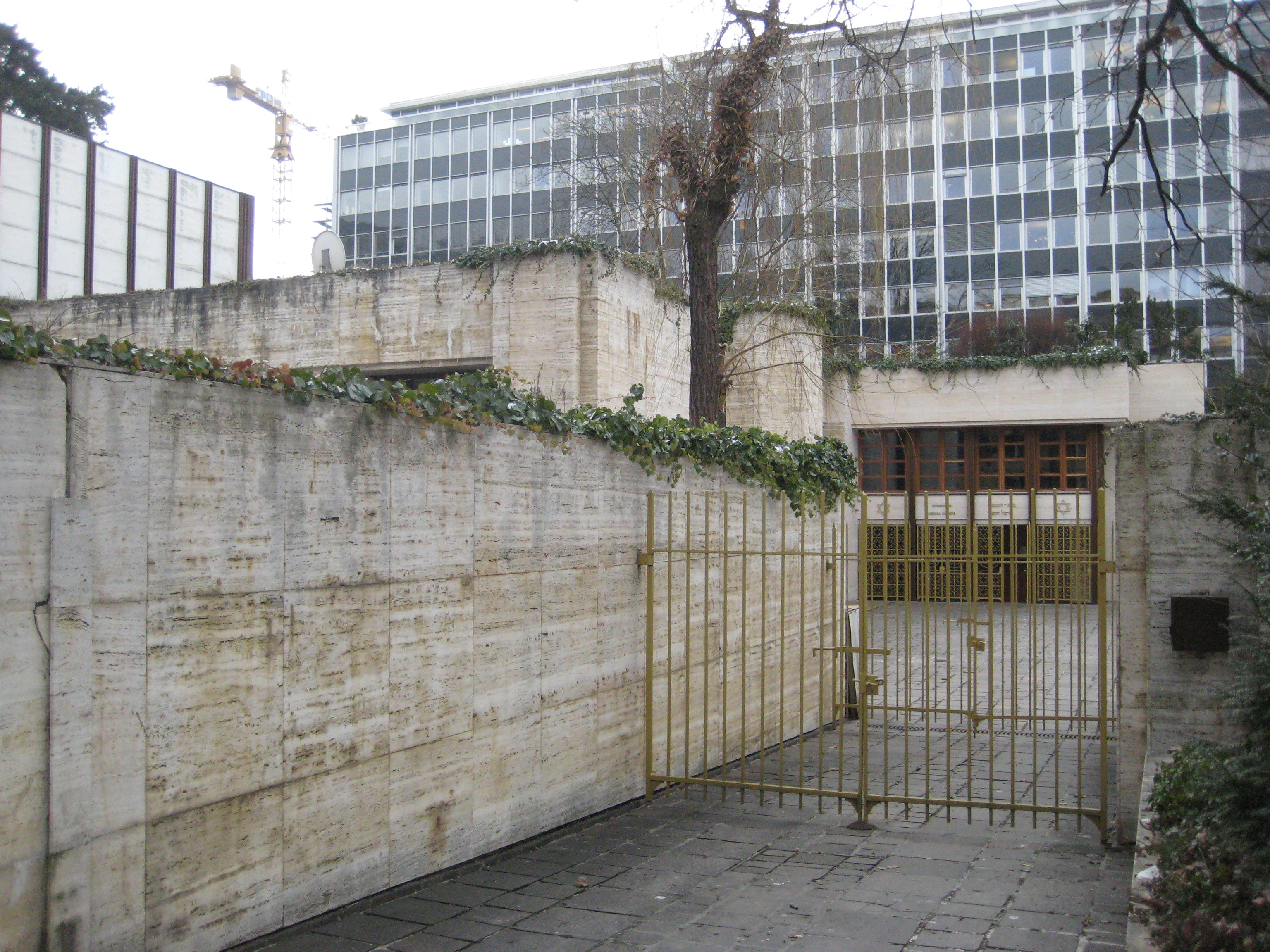
Sinagoga Hekhal Haness
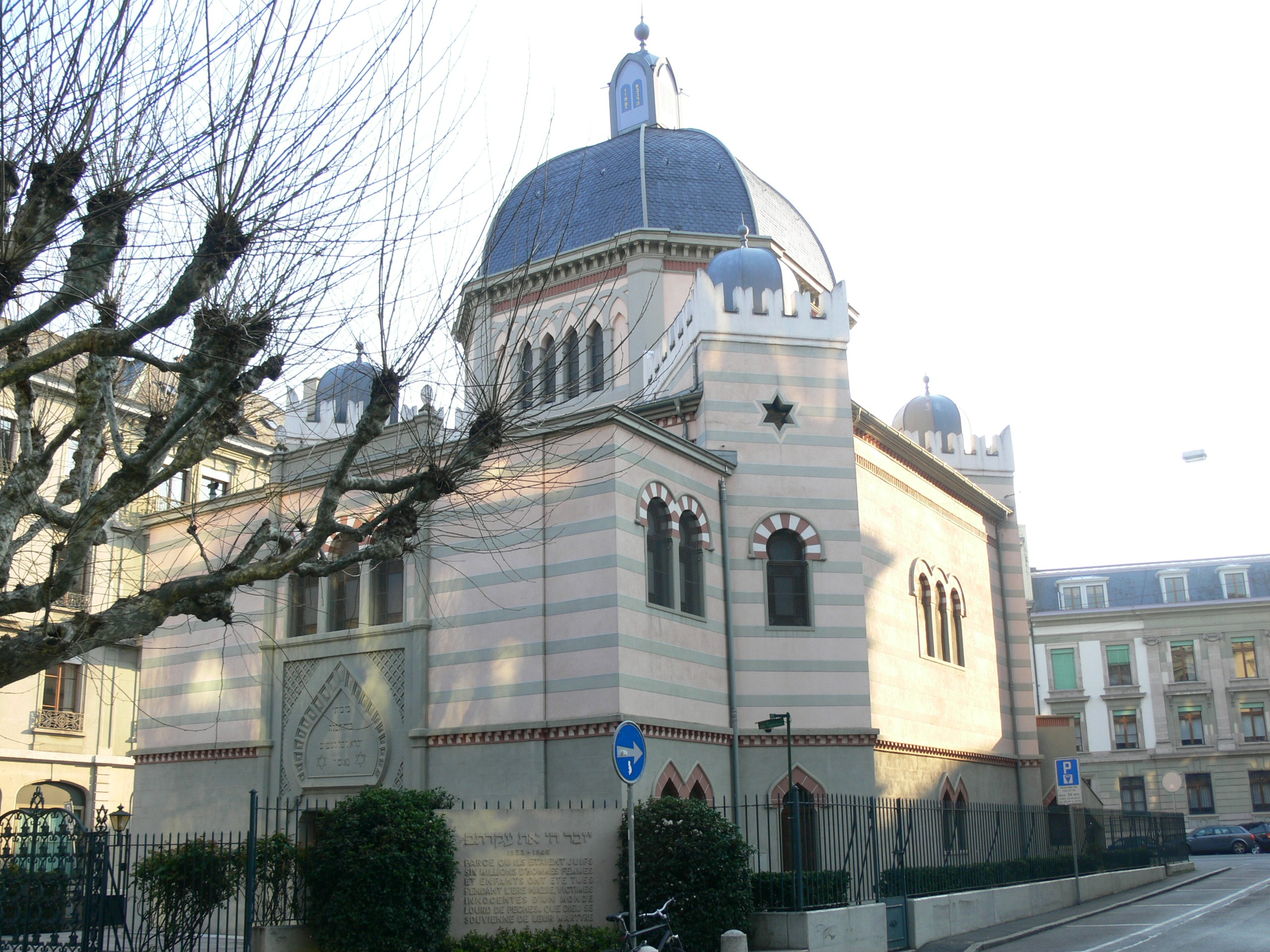
Sinagoga Beth-Yaacov

### Cimiteri
Tra il 1700 e il 1853, il solo cimitero della città è quello di Plainpalais. Agli inizio del 1850, il cimitero di Châtelaine viene edificato, seguito da quello di Saint-Georges attorno al 1880. Il cimitero di Petit-Saconnex verrà integrato alla città nel 1931 in seguito all'aggregazione di questo comune a Ginevra.
Alla fine del XIX secolo vengono effettuati degli studi in previsione della costruzione di un crematorio al cimitero di Saint-Georges che viene inaugurato nel marzo del 1902. Accanto a quest'installazione viene costruita anche un colombario, ingrandito poi nel 1916, e nel 1907 viene costruito un secondo forno crematorio. Il cimitero verrà poi modernizzato totalmente nel 1942 e negli anni seguenti vengono costruiti altri centri funerari, come la Chapelle des Rois (1956) e il centro funerario di Saint-Georges (1976).

#### Plainpalais
Nel 1869 Ginevra entra in possesso del cimitero protestante di Plainpalais (chiamato anche cimetière des Rois, ossia cimitero dei Re) che però nel 1893 venne chiuso alle inumazioni ordinarie e riservato solo a coloro che ottengono una concessione.
Essendo il prezzo di tale concessione più elevato rispetto agli altri cimiteri, il numero di inumazioni calò e nacque la tradizione di seppellire qui i Consiglieri di Stato, i Consiglieri Amministrativi e altre personalità. Intorno al 1945 vennero effettuate delle ristrutturazioni che resero il luogo più simile ad un parco.
Tra le personalità che vi sono sepolte si ricordano:
| - Ernest Ansermet, direttore d'orchestra - Jorge Luis Borges, scrittore argentino - Alexandre Calame, pittore paesaggista - Giovanni Calvino, riformatore - Augustin Pyrame de Candolle, botanico - Humphry Davy, fisico e chimico inglese - Guillaume-Henri Dufour, generale - Guglielmo Ferrero, storico e scrittore italiano - Bernard Gagnebin, storico e letterato - Alberto Ginastera, compositore argentino - Jeanne Hersch, filosofa - Émile Jaques-Dalcroze, compositore e pedagogo | - Rodolphe Kreutzer, violinista francese - Adrien Lachenal. uomo politico, presidente della Confederazione svizzera - Frank Martin, compositore - Jean Piaget, psicologo - Ludwig Quidde, storico e uomo politico tedesco, Premio Nobel per la pace - Denis de Rougemont, scrittore e pensatore politico - Jean Rousset, critico letterario - Horace-Bénédict de Saussure, alpinista e naturalista - François Simon, attore e produttore - Ernst Stueckelberg, matematico e fisico - Rodolphe Töpffer, fumettista, illustratore e scrittore - Sérgio Vieira de Mello, diplomatico brasiliano ucciso a Baghdad |

#### Châtelaine
Aperto nel 1853, il cimitero detto du Lazaret (del Lazzaretto) è inizialmente riservato ai cattolici.
Dal 1864, vi si seppelliscono le persone decedute sulla riva destra del Rodano e viene considerevolmente ingrandito.
La natura paludosa del terreno pone però numerosi problemi, e dei lavori di drenaggio devono essere effettuati. Tra il 1899 e il 1911, il numero di inumazioni è dunque limitato al minimo indispensabile.
Questo cimitero viene completamente riaperto nel 1918. Dal 1946 le inumazioni sono nuovamente limitate, e vengono in seguito ristrette dal 1969 agli spazi riservati.

#### Saint-Georges
Il cimitero è aperto nel 1883, ma durante i primi 10 anni solo metà dello spazio viene impiegata. Nel 1898, per mezzo di una convenzione, il comune di Lancy cede dei terreni in modo che la superficie del sito possa essere aumentata.
In generale, Saint-Georges accoglie tutte le persone decedute sulla riva sinistra del Rodano. Nel 1911, il cimitero viene nuovamente ingrandito, venendo esso presentato come l'unico cimitero a disposizione per delle inumazioni ordinarie di persone domiciliate a Ginevra.
Uno spazio speciale e gratuito sarà concesso ai soldati tedeschi deceduti a Ginevra durante la prima guerra mondiale. Tra il 1942 ed il 1944 il sito viene coltivato, e diverse tonnellate di verdura e cereali vengono raccolte ogni anno. Nel 1945 la parte orientale è trasformata in un parco. Il pittore Ferdinand Hodler e il filosofo Afrikan Špir figurano tra le personalità sepolte in questo luogo.

### Aree naturali

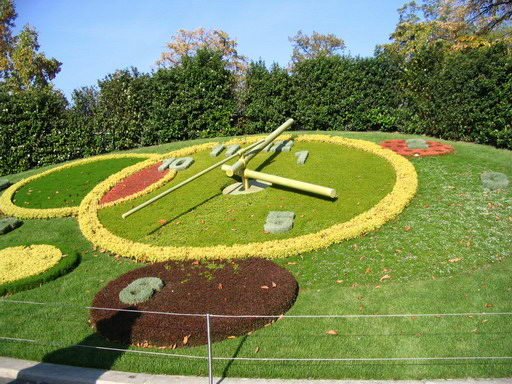
L'Orologio fiorito nel Jardin Anglais.

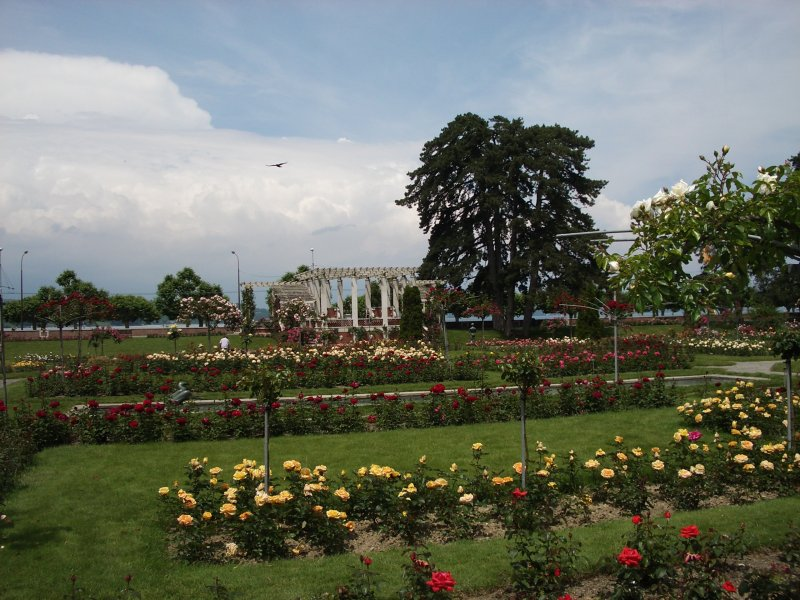
Roseto del parco La Grange

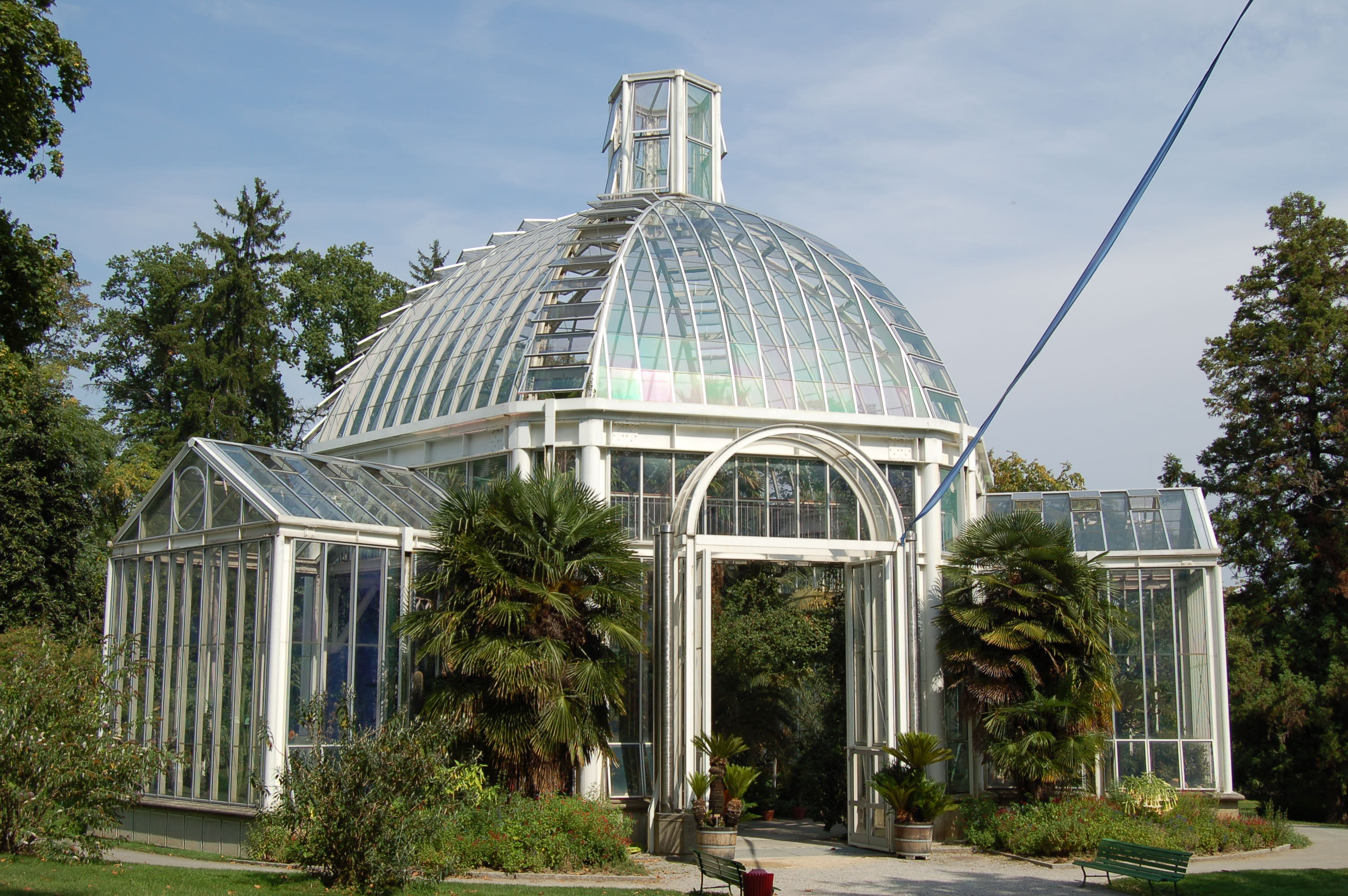
Giardino botanico

Numerosi parchi, per più di 310 ettari (ossia approssimativamente il 20  % del territorio) formano dei grandi spazi di divertimento e relax disseminati tra i vari quartieri. La maggior parte, situati sulla riva del lago, attorniano grandi palazzi e offrono un arredo arboreo di grande qualità. Alcuni parchi erano inizialmente grandi proprietà private che sono in seguito state acquistate o offerte alla città nel corso degli anni. La loro manutenzione è assicurata dal "Service des espaces verts et de l'environnement" (Servizio degli spazi verdi e dell'ambiente).
L'isola Rousseau, in origine "Isola delle barche", oggi così denominata in omaggio a Jean-Jacques Rousseau, si trova sul Rodano tra il pont du Mont-Blanc e il pont des Bergues, e accoglie numerosi uccelli.

#### Rive gauche
- Il Jardin anglais è un parco sul lungolago situato tra il pont du Mont-Blanc e il quai Gustave-Ador, dove si trova il Monument National (in ricordo dell'unione alla Confederazione Elvetica nel 1815) e il celebre "Orologio fiorito".
- Il Parc des Bastions, situato ai piedi delle fortificazioni della Treille, ospita uno degli edifici dell'Università di Ginevra e il Muro dei Riformatori, nel quale sono scolpiti Giovanni Calvino, Guillaume Farel, Théodore de Bèze e John Knox.
- Il Parc Bertrand, situato nel quartiere Champel, contiene degli splendidi esemplari di piante tra cui un grande pino dell'Himalaya, alcuni faggi rossi, due grandi platani e tre sequoie giganti.
- Il Parc des Eaux-Vives, uno dei più bei luoghi in riva al lago, ospita diversi alberi di grande età e un hôtel-ristorante tra i più noti di Ginevra.
- Il Parc de la Grange, accanto al Parc des Eaux-Vives, ospita un grande roseto, un edificio del XVIII secolo e delle rovine gallo-romane che testimoniano l'esistenza di una grande proprietà su questo terreno all'inizio della cristianità. In luglio e agosto sul palco Ella-Fitzgerald sono organizzati dei concerti gratuiti.

Tra il Jardin anglais e il Parc La Grange, una passeggiata di circa 4 chilometri permette di raggiungere la sede della Société nautique de Genève e Genève-Plage, che ospita la grande piscina pubblica e la spiaggia di Ginevra.

#### Rive droite
- Il Parc de l'Ariana ospita il Museo della ceramica e del vetro e il Palais des Nations (sede europea delle Nazioni Unite).
- Il Parc Barton è popolato da magnifiche sequoie giganti.
- Il Jardin botanique
- Il Parc Mon Repos
- Il Parc Moynier
- La Perle du Lac accoglie il Museo di storia delle scienze.

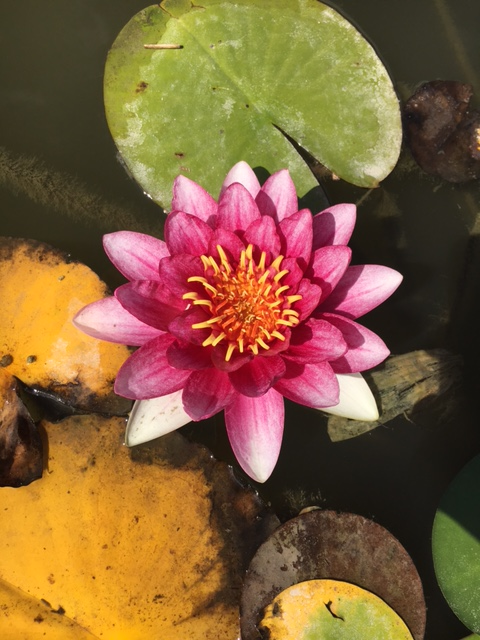
Nymphaea Alba al Jardin Botanique di Ginevra

#### Via Gebennensis
Ginevra è una tappa importante lungo il Cammino di Santiago di Compostela. La via Gebennensis, che ha appunto qui il suo inizio (qui si rassemblano i pelligrini venuti dalla Svizzera e dalla Germania), prende in effetti il suo nome da quello della città. La via conduce sino a Puy-en-Velay, dove prende il nome di via Podiensis. Il cammino è indicato da Ginevra a Pamplona secondo la classificazione francese GR 65.

## Società

### Evoluzione demografica
Sino al 1870, Ginevra era la più popolosa tra le città elvetiche. Attualmente è sorpassata da Zurigo, ma resta ad ogni modo più popolosa di Basilea, Berna e Losanna.
L'evoluzione demografica è riportata nella seguente tabella:
Abitanti censiti

### Etnie e minoranze straniere
Ginevra è la città Svizzera con la più alta percentuale di stranieri: alla fine del 2006 questi rappresentavano in effetti il 44,2 % della popolazione totale e rappresentavano 180 diverse nazionalità. Sebbene Ginevra non sia una metropoli a livello mondiale, la forte presenza straniera è stata determinata dall'accoglienza di numerosi immigranti provenienti da Francia, Italia, Spagna, Portogallo o ex-Jugoslavia, e dalla presenza di numerosi organismi internazionali aventi sede nella città. Queste comunità giocano perciò un ruolo importante nella vita sociale ginevrina.

### Tradizioni e folclore
Dal 1818, un ippocastano sulla promenade de la Treille è utilizzato al fine di determinare l'inizio della primavera.
Il sautier (termine ginevrino che indica il guardiano del municipio e direttore permanente dei lavori del Gran Consiglio) osserva l'albero e prende nota del giorno dell'arrivo della prima gemma. La notizia è divulgata per mezzo di un comunicato stampa, successivamente ripreso dalla stampa locale.
Il giovedì seguente alla prima domenica di settembre, Ginevra festeggia il Jeûne genevois (digiuno ginevrino).
Secondo una tradizione locale, questa festa commemora la notizia del massacro di San Bartolomeo, comunicato dagli Ugonotti giunti a Ginevra.

### Istituzioni, enti e associazioni

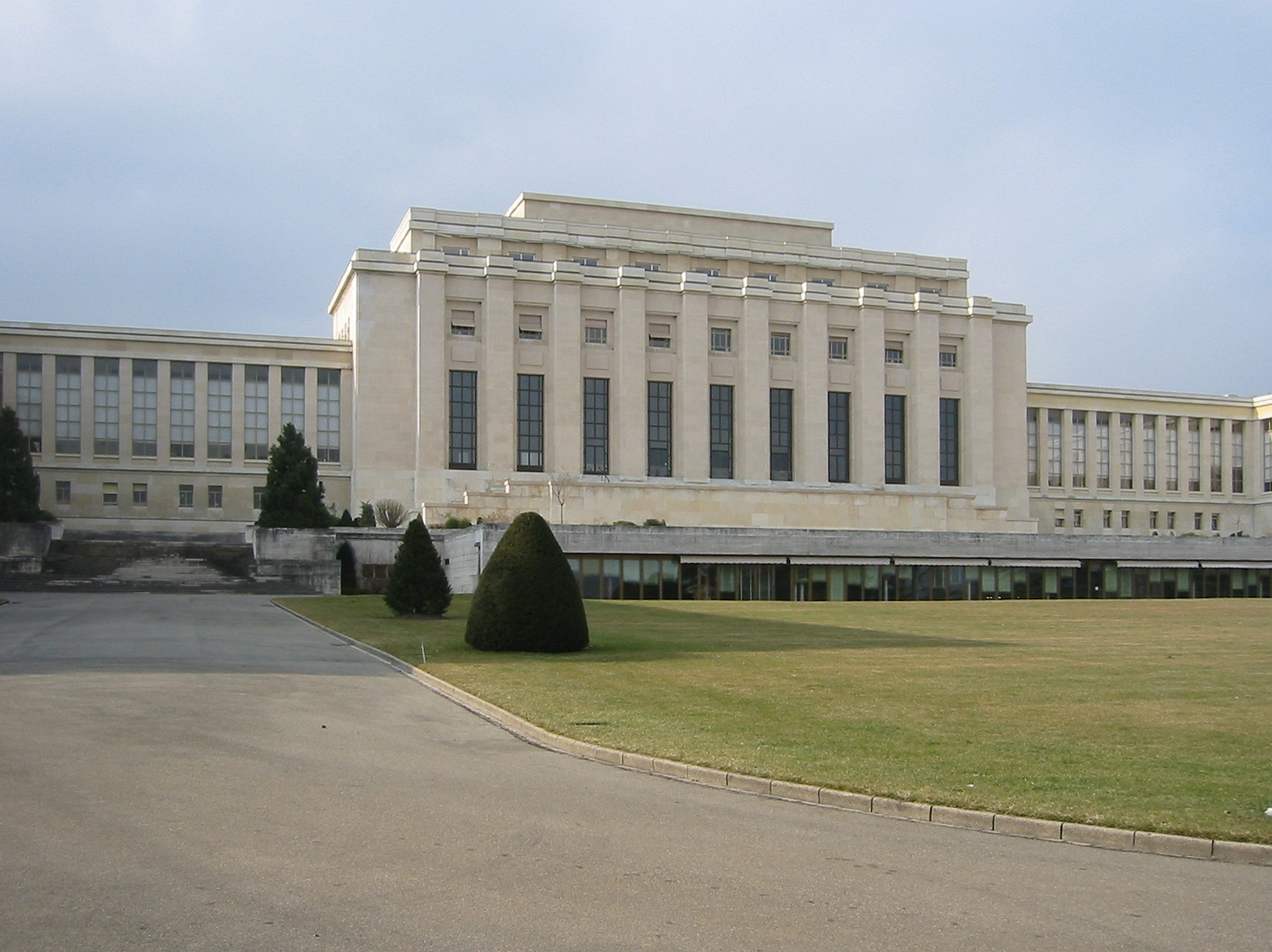
Palazzo delle Nazioni

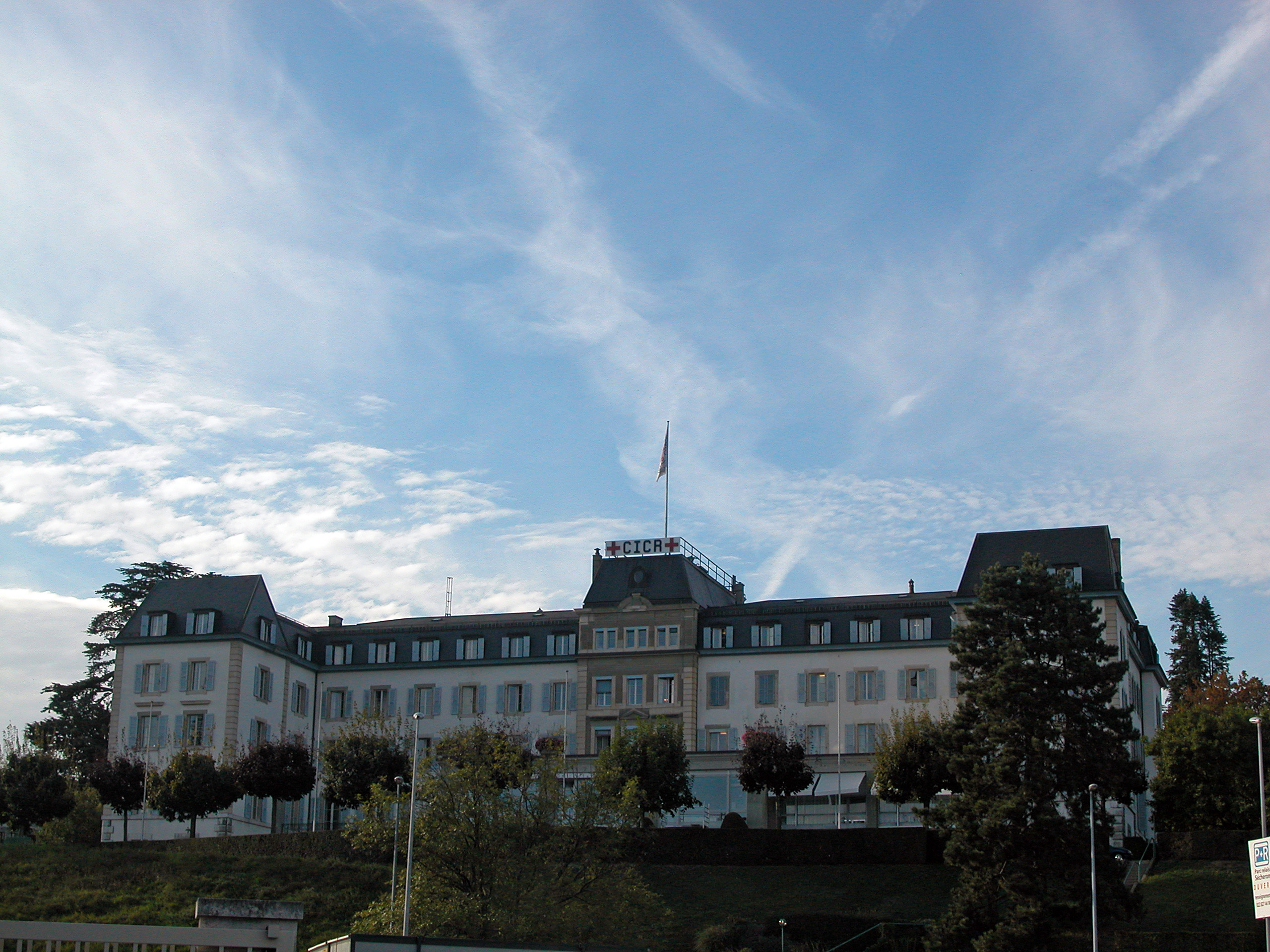
Sede del CICR

Ginevra è da tempo considerata una terra d'asilo per avere accolto numerosi protestanti perseguitati per aver seguito la Riforma. Accogliendo numerosi riformatori come Guglielmo Farel, Giovanni Calvino o Théodore de Bèze, si è guadagnata l'appellativo di "Roma protestante" o di "città di Calvino".
Numerose personalità internazionali vi hanno trovato rifugio, come il celebre Lenin prima della rivoluzione russa del 1917.
È grazie a questa tradizione d'accoglienza e alla neutralità svizzera che numerose organizzazioni internazionali hanno deciso di istituire qui la loro sede:
- l'Organizzazione delle Nazioni Unite (ONU) - sede europea (Palais des nations)
  - l'Alto commissariato delle Nazioni Unite per i rifugiati (UNHCR - ACNUR)
  - il Consiglio per i diritti umani delle Nazioni Unite (UNHCHR) e l'Alto commissariato delle Nazioni Unite per i diritti umani (OHCHR)
  - il Fondo delle Nazioni Unite per l'infanzia (UNICEF)
- il Comitato internazionale della Croce Rossa (CICR)
- la Federazione internazionale delle società di Croce Rossa e Mezzaluna Rossa (FISCR)
- il Forum economico mondiale (WEF)
- l'Organizzazione europea per la ricerca nucleare (CERN) - con sede a Meyrin
- l'Organizzazione internazionale per la normazione (ISO)
- l'Organizzazione internazionale del lavoro (OIT)
- l'Unione internazionale delle telecomunicazioni (UIT)
- l'Organizzazione meteorologica mondiale (OMM)
- l'Organizzazione mondiale del commercio (OMC)
- l'Organizzazione mondiale per la proprietà intellettuale (OMPI)
- l'Organizzazione mondiale della sanità (OMS)
- l'Unione interparlamentare (UIP)
- l'Organizzazione internazionale per le migrazioni (OIM)
- il Consiglio ecumenico delle Chiese
- e molte altre indicate  qui.

Ginevra ha ospitato, ed ospita tuttora, numerose conferenze internazionali, alcune delle quali sono rimaste celebri.
È qui che sono state firmate le convenzioni di Ginevra (1949) che costituiscono ai giorni nostri uno strumento fondamentale del diritto internazionale umanitario, e la convenzione del 1951, sullo statuto dei rifugiati.
Più tardi, l'accordo di Ginevra mette fine alla Guerra d'Indocina, e tenta di contribuire alla risoluzione del conflitto israelo-palestinese.

### Qualità della vita
Nel 2019 Ginevra è stata classificata da Mercer, insieme a Zurigo e Basilea, tra le dieci città più vivibili al mondo.

## Cultura
Ginevra dispone di una vita culturale di una grande ricchezza. È d'altro canto la città europea che dedica la percentuale più alta del suo budget a questo scopo (più del 20 %).

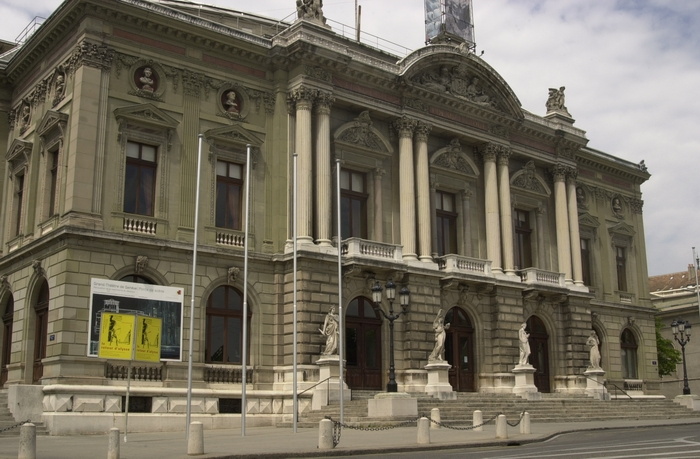
Grand Théâtre.

I suoi numerosi musei e biblioteche, il Grand Théâtre et l'Orchestre de la Suisse Romande hanno fortemente contribuito alla sua notorietà in questo contesto. Da una ventina d'anni, un nuovo tipo di spazi culturali urbani è stato creato all'interno di edifici dismessi e preservati a titolo di monumento, come ad esempio le Halles de l'Île, l'Usine o la Maison des Arts du Grütli.

### Istruzione

#### Biblioteche
La biblioteca principale della città è sicuramente la Biblioteca Pubblica e Universitaria, dal 2006 nota col nome di Biblioteca di Ginevra (BGE): uno dei più importanti volumi qui custoditi è Demandes à Charles VI, un codice del Maestro di Boucicaut, risalente al 1412 circa.

#### Scuole
Il Sistema scolastico ginevrino è diviso in écoles enfantines (da 4 a 5 anni), primaires (da 6 a 11 anni), cycles d'orientation (da 12 a 14 anni) e collèges (da 15 a 18 anni); la più antica scuola superiore, il Collège Calvin, che ha sede dentro l'antico palazzo dell'Università, può anche essere considerata come la scuola pubblica più antica del mondo.
Ginevra ha anche delle scuole superiori come l'École d'Ingénieurs de Genève e un gran numero di scuole di musica come l'Institut Jaques-Dalcroze ed il Conservatoire de Genève.

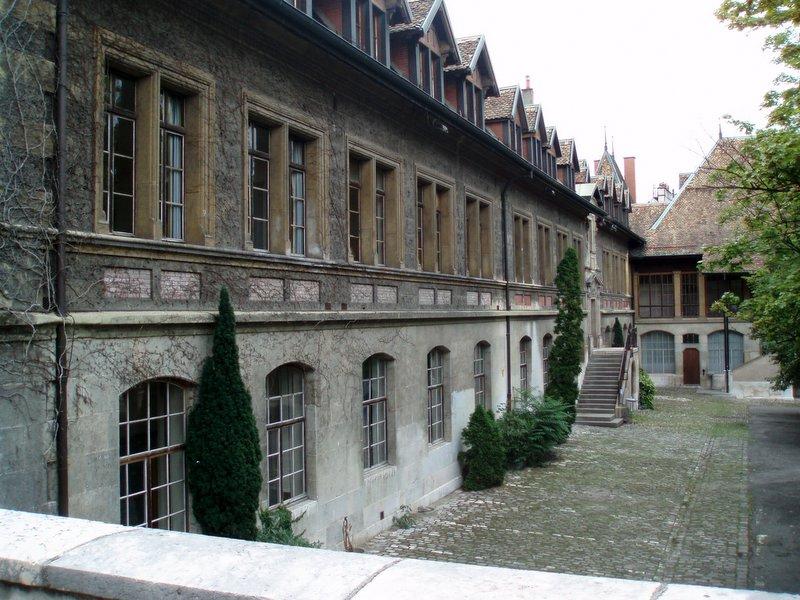
Collegio Calvino
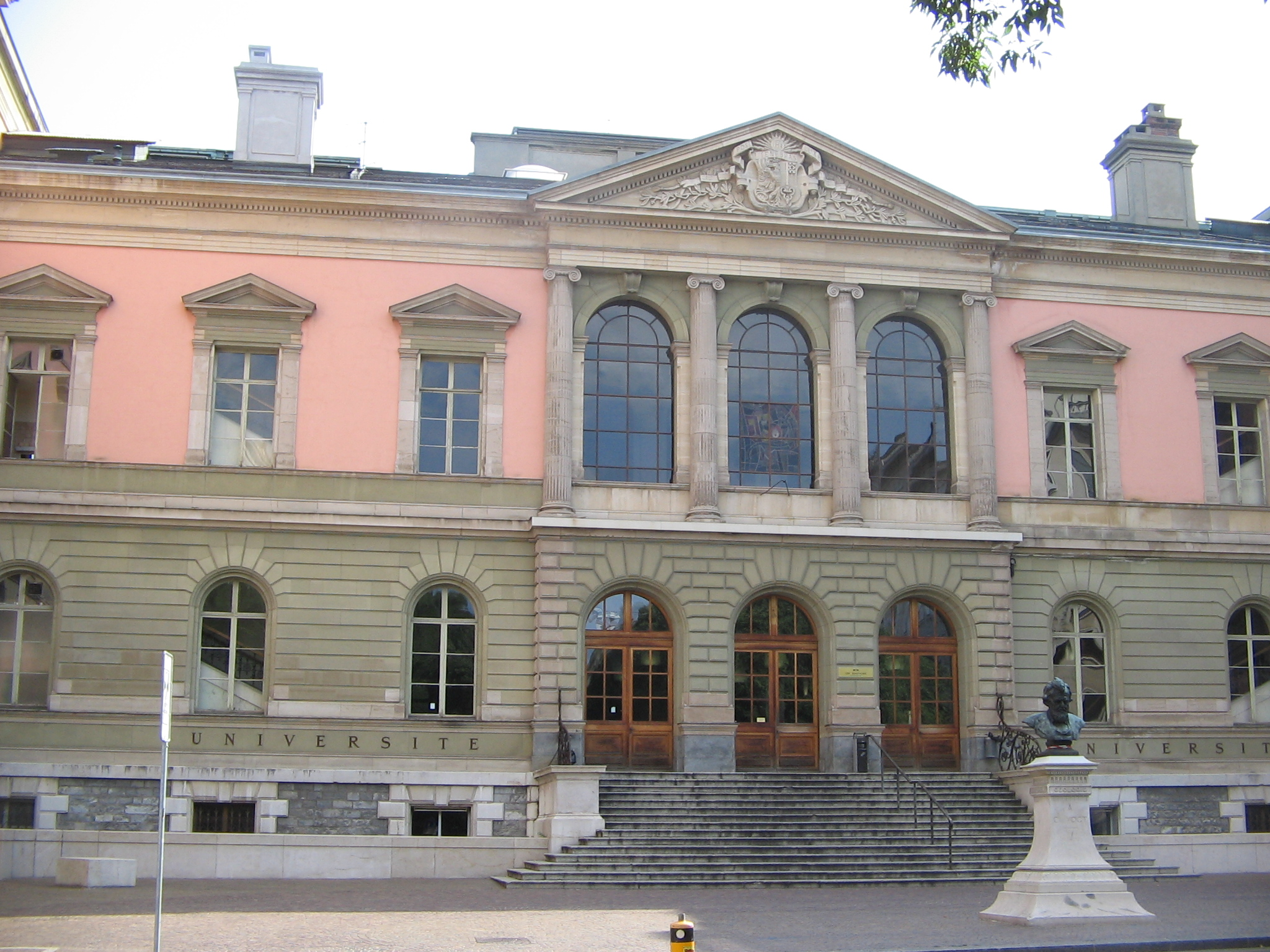
Università di Ginevra (Bastions)
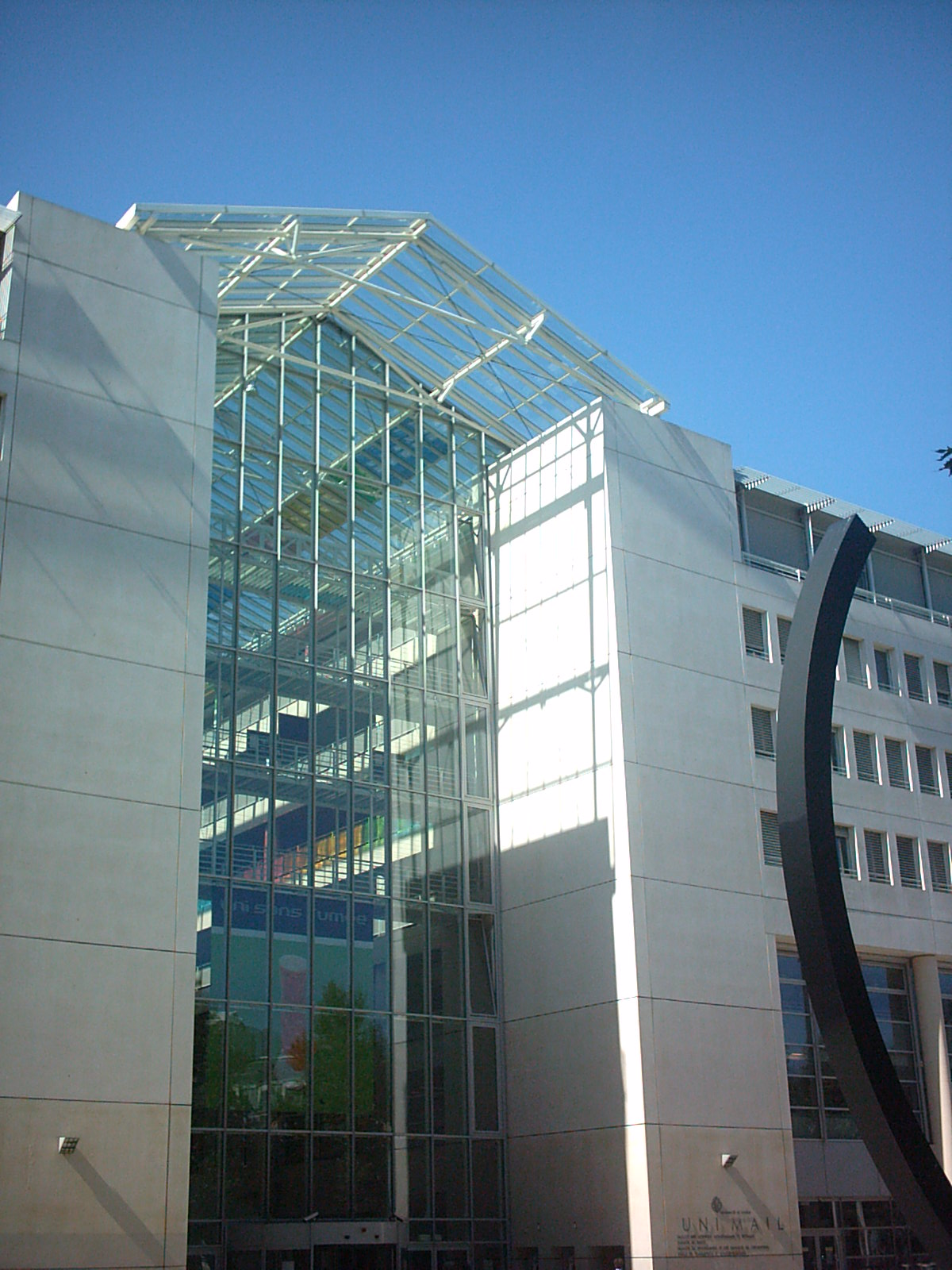
Università di Ginevra (Uni-Mail)
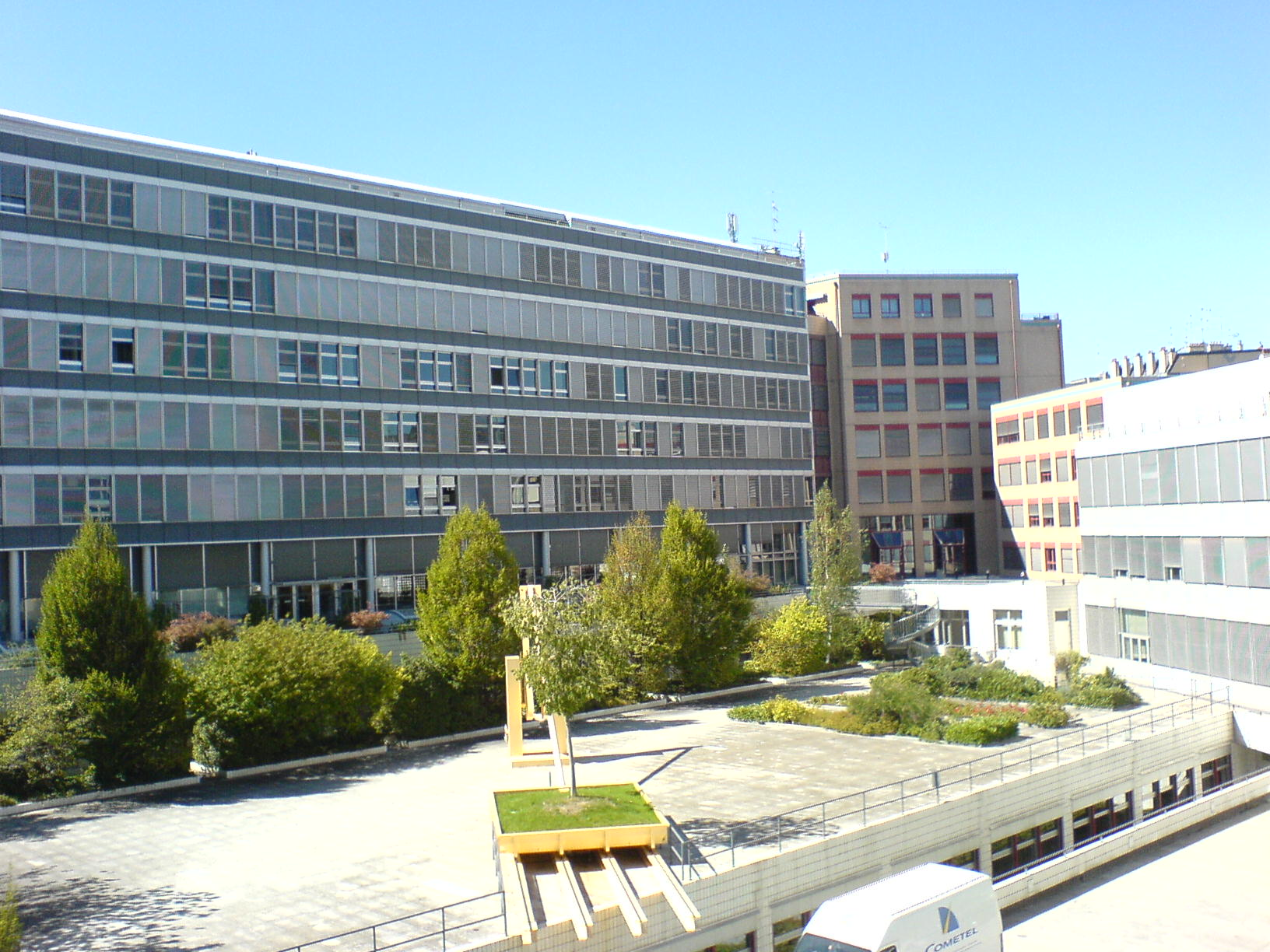
Scuola d'Ingegneria di Ginevra

#### Università
Ginevra è la sede dell'Université de Genève, fondata da Giovanni Calvino nel 1559, alla quale è collegata la Biblioteca di Ginevra (Antica Biblioteca pubblica ed Universitaria); la sua Facoltà di traduzione e interpretariato è, nel suo settore specifico, uno dei primi istituti di formazione e di ricerca al mondo.
La città ospita uno dei più prestigiosi centri di relazioni internazionali, l'Institut de hautes études internationales et du développement, l'Institut international de Lancy (fondato nel 1903) ma anche la più antica scuola internazionale al mondo, l'École internationale de Genève, fondata nel 1924 subito dopo la Società delle Nazioni, l'Institut de Finance et Management e l'Institut Florimont. È presente un campus dell'EU Business School (precedentemente European University).

#### Musei

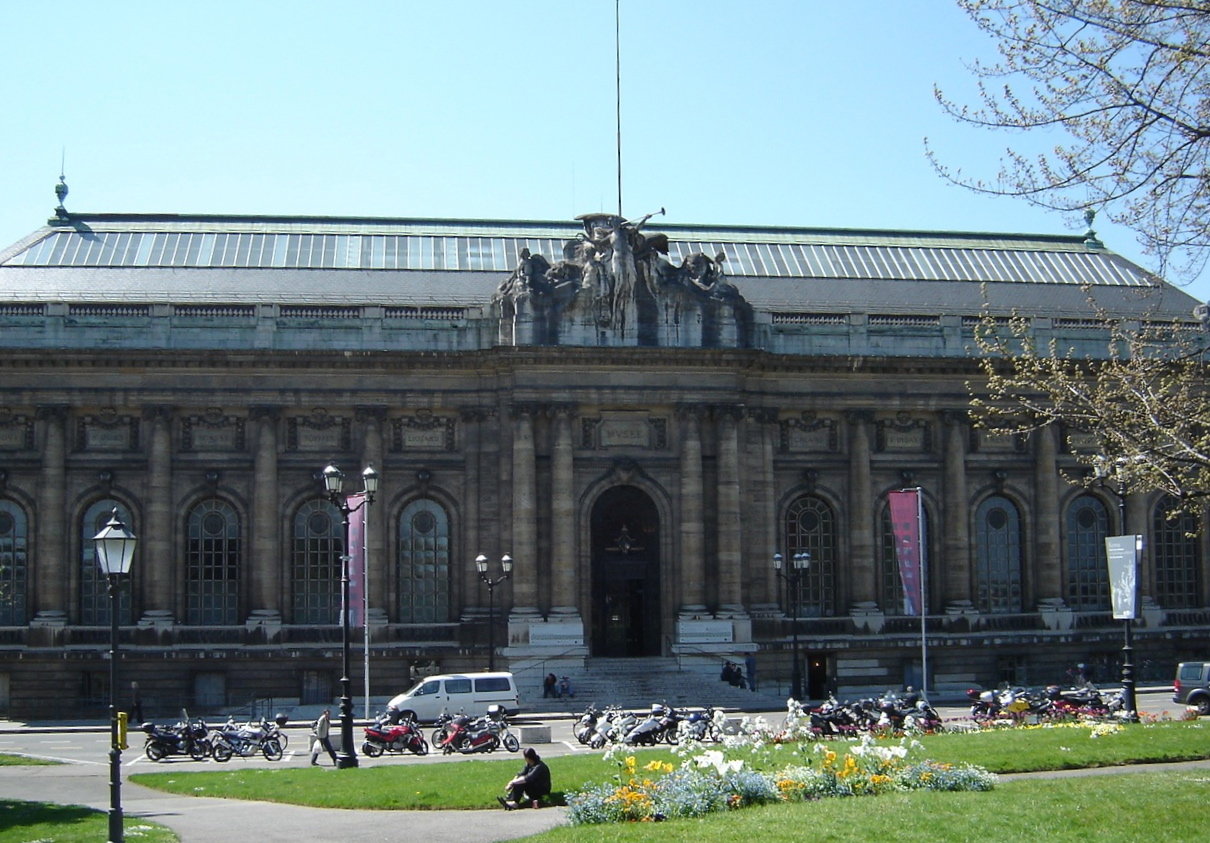
Musée d'art et d'histoire

I luoghi d'esposizione sono particolarmente numerosi a Ginevra. Musei municipali e privati, centri d'arte e gallerie costellano la città.
Uno dei musei principali è il Musée d'art et d'histoire, in cui sono presenti collezioni archeologiche, di arti applicate e di belle arti.
In città si trovano inoltre un Conservatorio, un giardino botanico con un erbario che raccoglie approssimativamente sei milioni di esemplari, un Museo Etnografico e uno di storia naturale, il Musée de l'Ariana e l'Istituto e museo Voltaire, noto internazionalmente per la sua collezione di documenti del XVIII secolo.
A questo si aggiungono una ventina di musei privati, alcuni sovvenzionati come il Mamco (Museo d'arte moderna e contemporanea), altri interamente privati come il Museo Patek Philippe, il Museo internazionale della Riforma e il Museo del Petit Palais di Ginevra.

### Media

#### Stampa

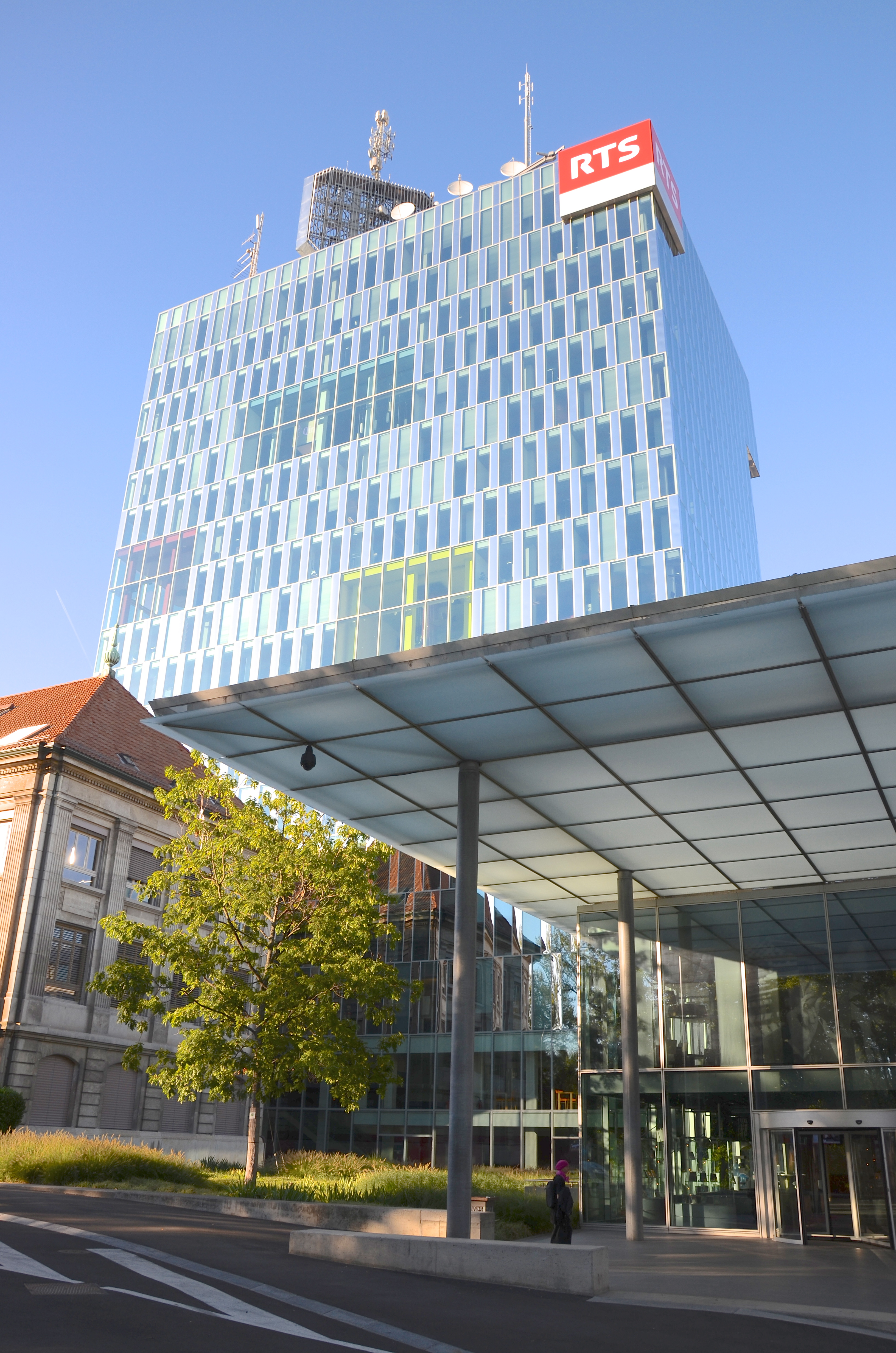
Sede della RTS a Ginevra

Uno dei principali quotidiani della città è La Tribune de Genève, seguito da Le Matin (con sede a Losanna).
Nel marzo 2006 il quotidiano gratuito 20 minutes sviluppa una nuova edizione ginevrina.
Nel 1998 il Journal de Genève si fonde con il Nouveau Quotidien e diventa Le Temps. Come "Le Matin", e "La Tribune de Genève", anche questo giornale copre attualità locale, nazionale e internazionale.
Le Courrier, fondato nel 1868, è inizialmente sostenuto dalla chiesa cattolica romana, ma diventa indipendente nel 1996. Incentrato principalmente su Ginevra, cerca di estendersi in tutta la Svizzera romanda, ma conosce periodiche difficoltâ finanziarie.
L'attualità finanziaria è coperta dal quotidiano L'Agefi ma anche, a partire dal 2007, dal giornale mensile gratuito L'Extension. Quest'ultimo è orientato a trattare l'informazione ginevrina e regionale sotto un profilo socioeconomico.
La Suisse, giornale rinomato, sparisce nel 1994.

#### Radio
Numerose radio sono disponibili, tra cui RTS, Radio Lac, NRJ Léman, OneFM, Rouge FM o Radio Plus. Esistono inoltre una radio in arabo, Radio Orient, e una in lingua inglese, World Radio Switzerland. Quest'ultima è prodotta negli studi della RSR e sino al primo novembre 2007, data della sua estensione a livello nazionale, era conosciuta con il nome di World Radio Geneva.

#### Televisione
Per quanto riguarda la televisione oltre alla Radio Télévision Suisse (RTS) con sede in una torre di 17 piani nel quartiere Plainpalais, Ginevra ospita la sede di un'emittente locale, Léman Bleu, fondata nel 1996.

### Teatro e musica
A Ginevra la maggior parte delle sale da spettacolo sono di proprietà pubblica. Alcune sono ormai delle vere e proprie istituzioni mentre altre, orientate verso compagnie indipendenti, riescono comunque ad organizzare stagioni complete. Esistono inoltre alcune sale prive di direzioni artistica, che vengono affittate a compagnie locali.
Ernest Ansermet e l'Orchestra della Svizzera Romanda, il Grand Théâtre, la Victoria Hall, Armin Jordan, L'Usine, Artamis o ancora le Chat noir contribuiscono alla reputazione locale e internazionale della città.
Ginevra accoglie inoltre svariate compagnie teatrali che vi sono nate, o hanno deciso di installarvisi.
Eccezion fatta per il balletto del Grand Théâtre, che possiede un palco stabile per le prove e una sala per le rappresentazioni, le compagnie di danza ginevrine non possiedono delle sale fisse.
Difese dalla l'Association pour la danse contemporaine (associazione per la danza contemporanea), queste compagnie spingono per la creazione a Ginevra di una casa della danza.

### Eventi

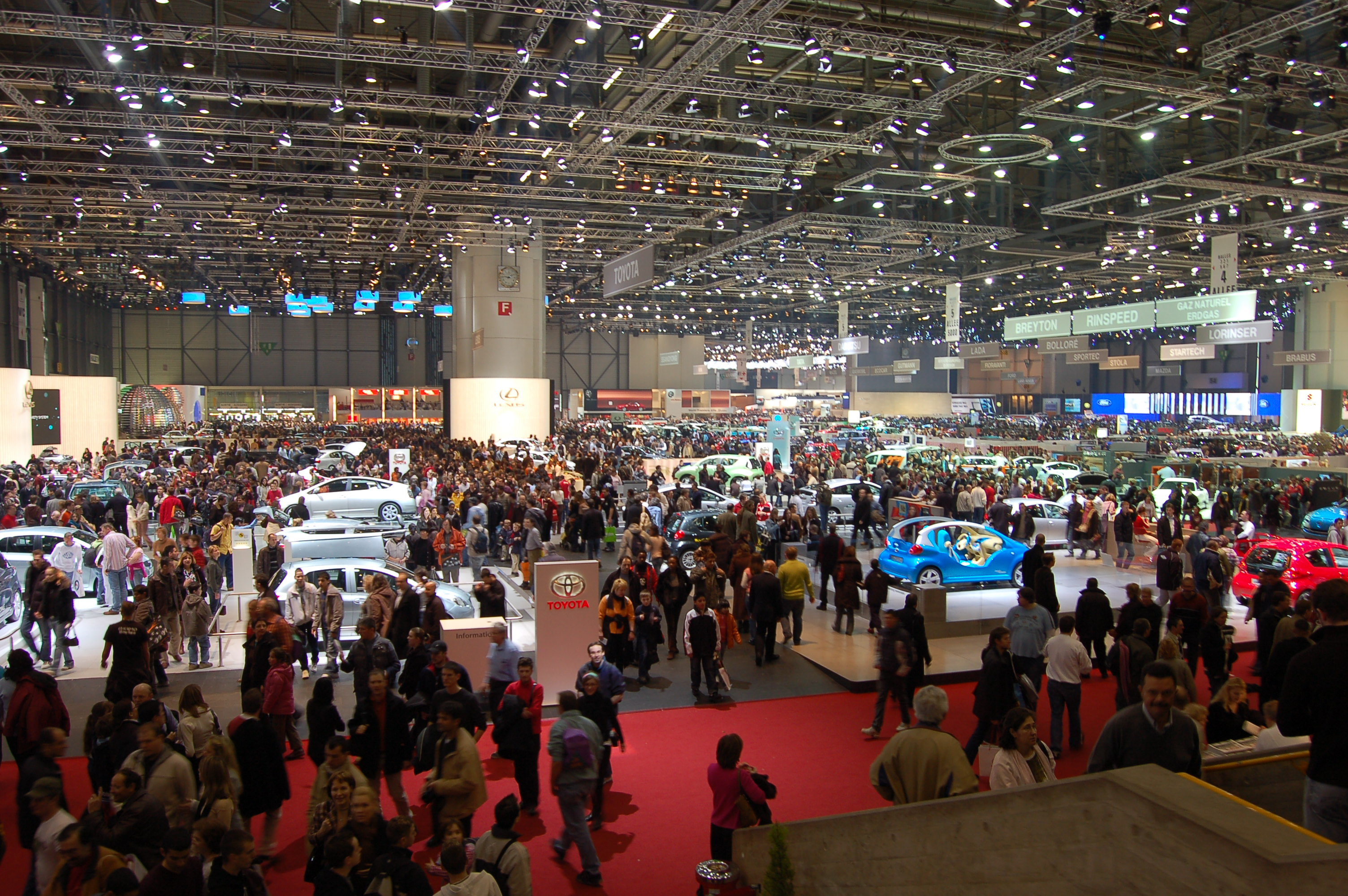
Salone internazionale dell'automobile

Numerose manifestazioni hanno luogo lungo tutto l'arco dell'anno, tra le quali:
| - Salone Internazionale dell'automobile (marzo) - Salone Internazionale di alta orologeria (gennaio) - Salone Internazionale delle invenzioni (aprile) - Salone Internazionale del libro e della stampa (aprile-maggio) - Prise d'armes des Vieux-Grenadiers de Genève (aprile-maggio) - Maratona di Ginevra (maggio) - Fête de l'Espoir (maggio) - Bol d'or (giugno) - Festa della Musica (giugno) | - Lake Parade (luglio) - Musiques en été (luglio-agosto) - Fêtes de Genève (agosto) - Festival della Bâtie (settembre) - Festival Internazionale Media Nord-Sud (ottobre) - Fiera di Ginevra (novembre) - L'Escalade (dicembre) - Concorso Ippico Internazionale (dicembre) - International SuperCross Geneva (dicembre) - Festival Arbres et Lumières (dicembre-gennaio) - Festival touts ecrans |

## Geografia antropica
Perno centrale di tutta la regione in materia di economia, di salute, di istruzione, di cultura e di trasporti, l'area urbana ginevrina forma un'importante agglomerazione transfrontaliera di 1 242 601 abitanti e che prende il nome di Gran Ginevra.

### Quartieri

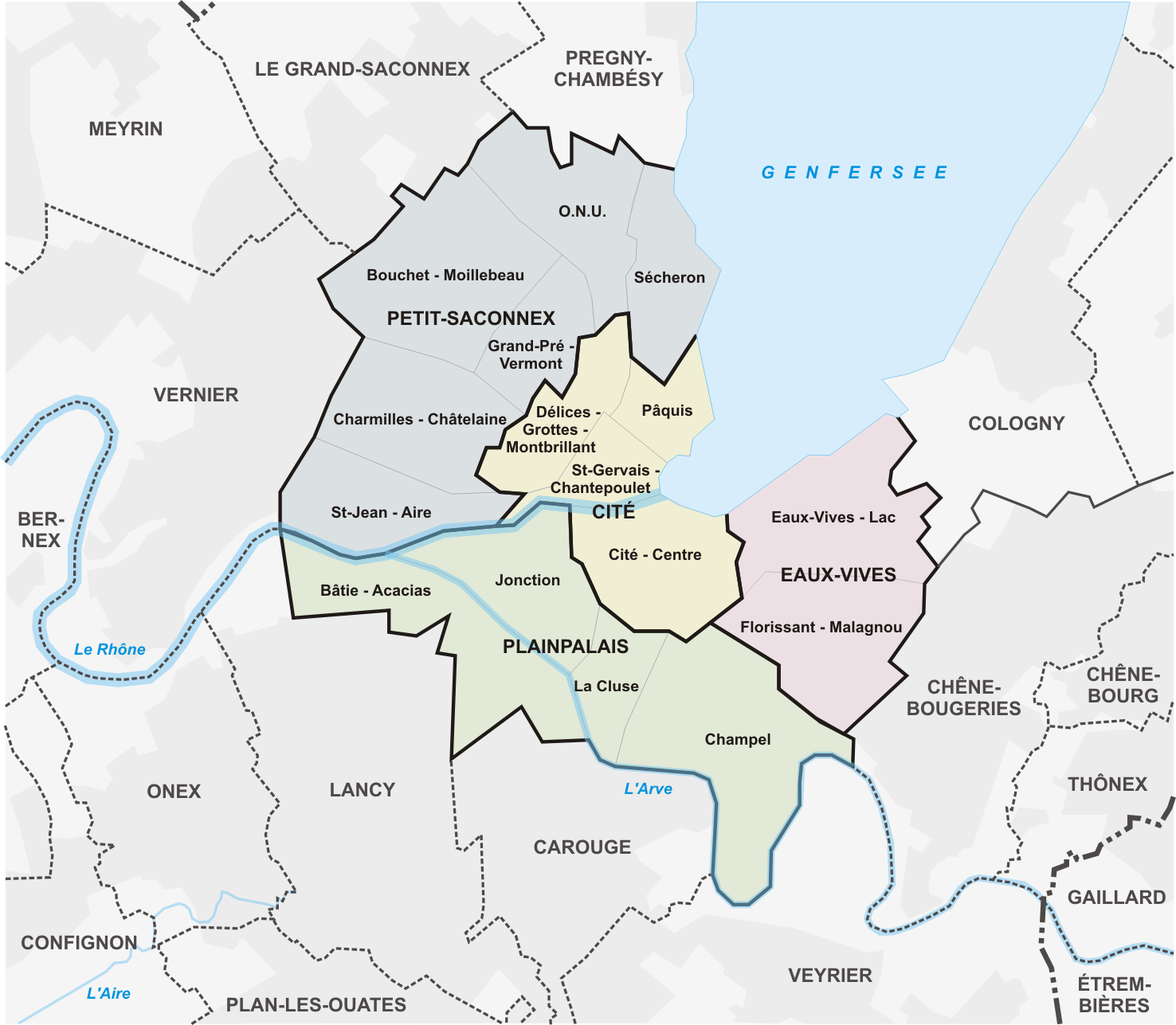
I quartieri di Ginevra

- Cité
  - Les Grottes
  - Les Pâquis
  - Montbrillant
- Le Petit-Saconnex[48]
  - Beaulieu
  - Grand-Pré
  - Le Prieuré
  - Les Charmilles
  - La Servette
  - Moillebeau
  - Morillon
  - Saint-Jean
  - Sécheron
  - Varembé
- Les Eaux-Vives[49]
  - Florissant
  - Grande-Boissière
  - Grange-Canal
  - La Cuisine
  - Les Allières
  - Les Contamines
  - Les Vollandes
  - Malagnou
  - Montchoisy
  - Petite-Boissière
  - Villereuse
- Plainpalais[50]
  - Champel
  - La Cluse
  - La Jonction
  - Le Bout-du-Monde
  - Les Acacias
  - Les Tranchées
  - Les Vernets
  - Palais
  - Saint-Léger
  - Saint-Victor

## Economia
Diverse imprese svizzere (Pictet, Infomaniak, Givaudan, Richemont) e internazionali (Caterpillar, Procter & Gamble) hanno loro sede a Ginevra. La Rue du Rhône è la via dello shopping più costosa della Svizzera dopo la Bahnhofstrasse (Zurigo).

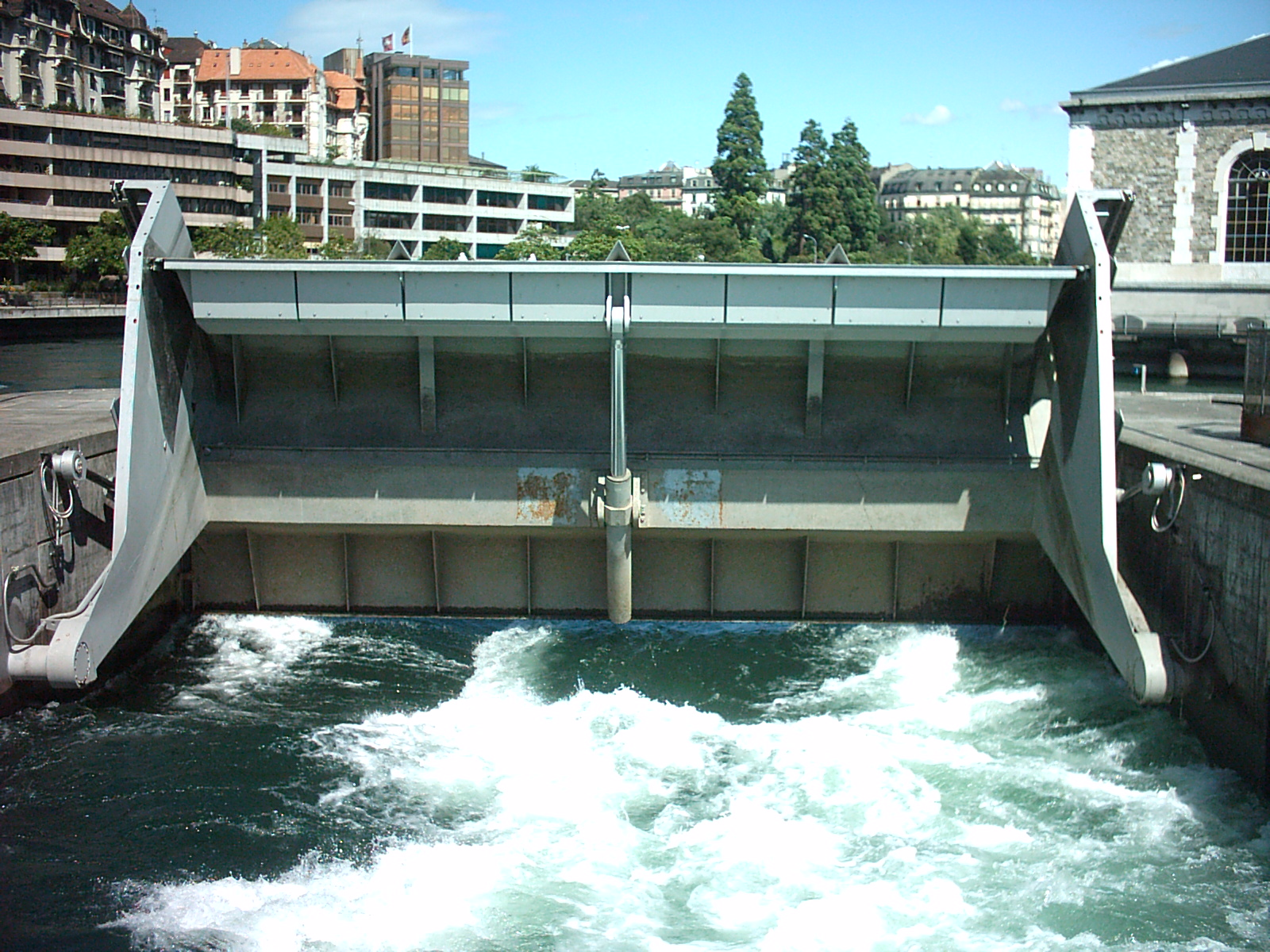
Diga di Seujet

L'acqua potabile, il gas naturale e l'elettricità sono forniti dai Services industriels de Genève (SIG). L'80 % dell'acqua è estratta dal lago Lemano, e il 20 % da una falda freatica nata da infiltrazione dell'Arve.
Il 30 % dell'elettricità è prodotta localmente da alcune dighe sul Rodano che producono energia idroelettrica (dighe di Seujet, Verbois et Chancy-Pougny), o dal calore prodotto dalla combustione di rifiuti domestici presso l'impianto di Cheneviers. Il 70 % restante è importato da altri cantoni svizzeri o altri paesi europei.
I SIG acquistano unicamente elettricità prodotta tramite fonti di energia rinnovabile.
Il gas naturale è importato dalla società svizzera Gaznat.

## Infrastrutture e trasporti

### Strade
Ginevra è collegata alla rete autostradale svizzera grazie alla A1 e a quella francese mediante la A40.

### Ferrovie

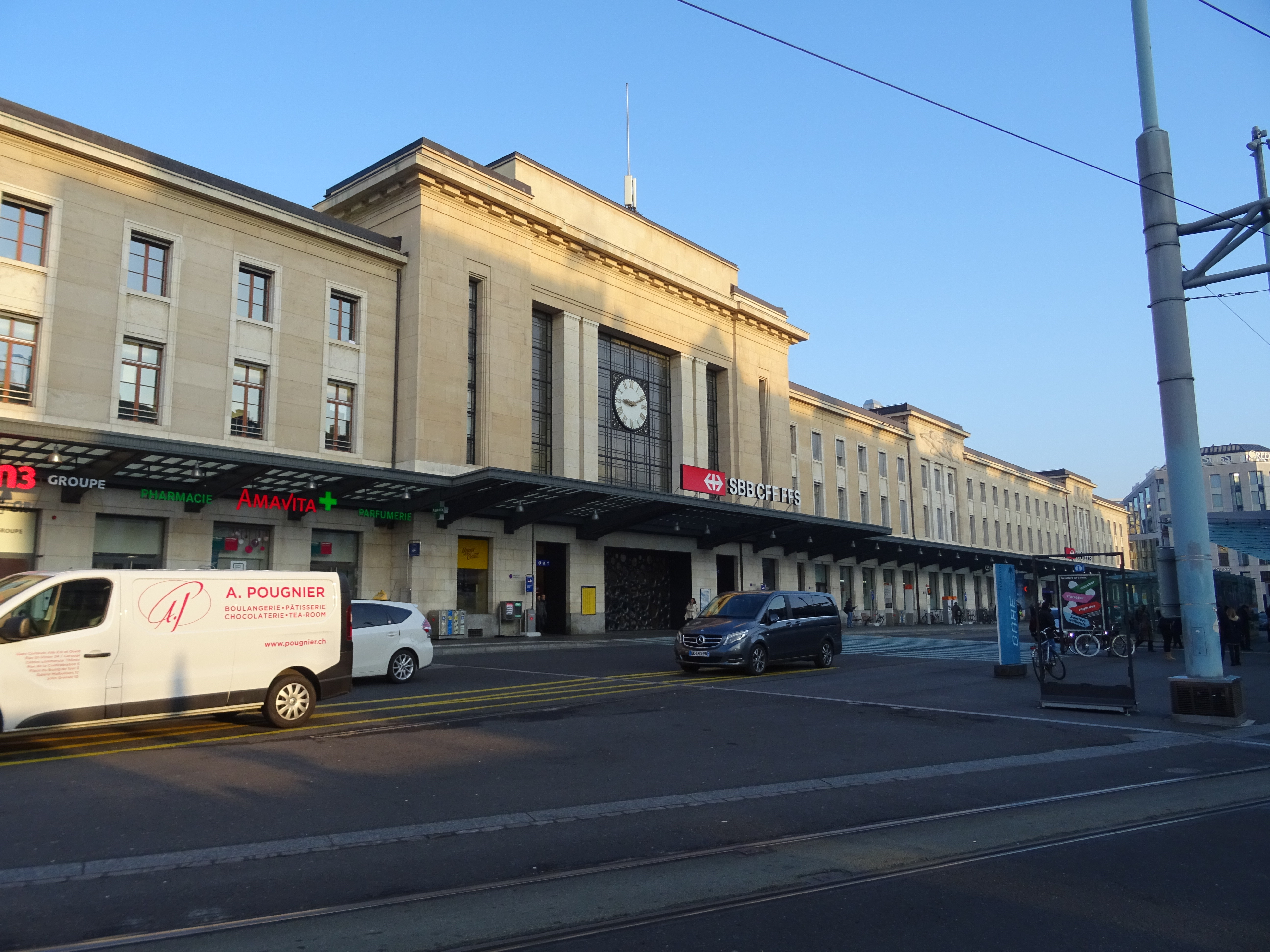
Stazione FFS di Ginevra Cornavin

La città è servita dalle reti ferroviarie svizzera (FFS) e francese (SNCF). Dei TGV diretti collegano la metropoli ginevrina con Parigi e Marsiglia. Dei treni regionali circolano fra Lancy-Pont-Rouge e Coppet e il RER (Rhône Express Régional) collega Ginevra con Bellegarde. Queste due linee regionali appaiono oggi insufficienti e servono in modo ineguale l'hinterland della città. Il Réseau express régional sarà veramente completo quando sarà realizzato il progetto del CEVA (Cornavin-Eaux-Vives-Annemasse) che è pianificato sin dal 1884. Collegando la rete ferroviaria elvetica a quella francese della Haute-Savoie (mediante una galleria sotto una parte della città), i treni potranno circolare nella regione transfrontaliera circostante a Ginevra e, con delle nuove stazioni, saranno finalmente servite delle zone già densamente popolate.
La stazione FFS di Cornavin è anche il punto di partenza della pista ciclabile nazionale numero 1 denominata Route du Rhône che si protrae fino a Andermatt.

### Aeroporti
L'Aeroporto Internazionale di Ginevra, ubicato a Cointrin, dista meno di dieci minuti dal centro della città ed è comodamente accessibile in autobus o in treno attraverso la Stazione di Ginevra Aeroporto. Alcune compagnie aeree fra le quali Swiss, Air France, Lufthansa, British Airways e EasyJet propongono dei collegamenti verso destinazioni in tutta Europa ma alcune compagnie aeree come Emirates, United Airlines e Air China, garantiscono anche collegamenti intercontinentali verso Asia e Nord America. Nel 2010 vi sono transitati circa 12 milioni di passeggeri.

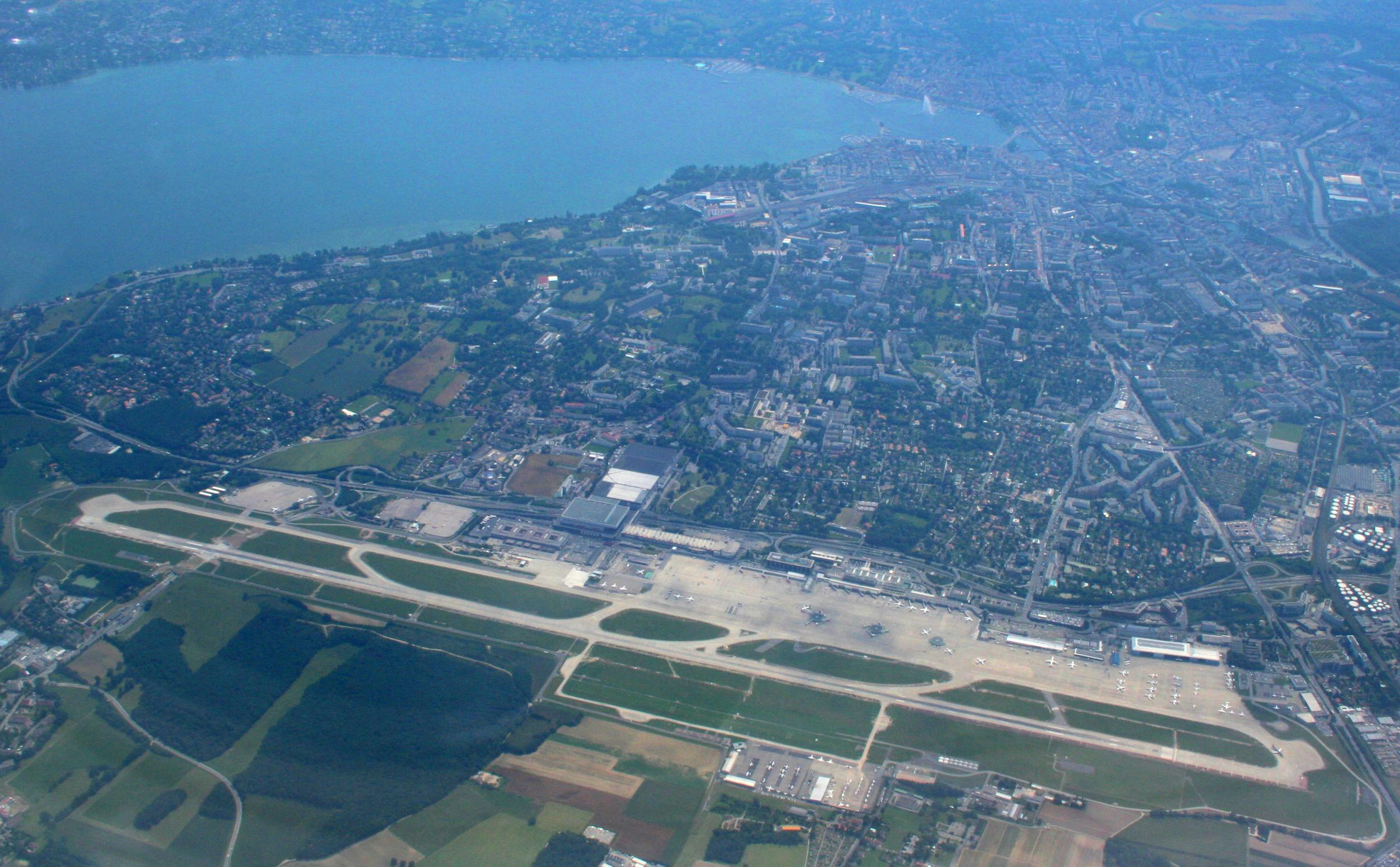
Vista dall'alto dell'aeroporto di Cointrin

### Mobilità urbana
L'unica compagnia di trasporti pubblici del cantone di Ginevra, oltre alle Ferrovie Federali Svizzere, è la TPG (Transports Publics Genevois). In seno alla città, la TPG gestisce una fitta e ramificata rete di autobus e filobus nonché una rete di tram in piena rinascita (Rete tranviaria di Ginevra). Un servizio di battelli assicura gli spostamenti tra le due sponde del lago. Quest'ultimo, inizialmente a scopo turistico, è in pieno sviluppo come trasporto urbano pratico e veloce.
Ci sono alcune aziende che hanno ricevuto in subappalto dalla TPG alcune linee, ma usano lo stesso sistema tariffario e in genere usano veicoli con i colori TPG. All'utente normale questo sistema di subappaltare le linee non causa nessuna variazione nel servizio.

## Amministrazione

### Potere legislativo
Il potere legislativo è esercitato dal Consiglio Comunale. È composto da 80 consiglieri comunali eletti direttamente dal corpo elettorale in uno scrutinio proporzionale con un quorum di almeno il 7 % per accedere al seggio. Il loro mandato dura quattro anni ed è rinnovabile indefinitamente.
Il Consiglio Comunale vota il budget comunale e le proposte di progetto presentate dal Consiglio Amministrativo (CA). Se approvate, le misure sottostanno ad un obbligo di esecuzione. Possono inoltre essere prese le seguenti iniziative:
- Domande orali o scritte al CA
- Interpellanza (domanda di spiegazioni indirizzata al CA)
- Mozione (che incarica il CA di deporre progetto d'ordinanza volto ad uno scopo specifico o una misura da prendere)
- Mozione pregiudiziale, o d'ordine (concernente lo svolgimento di una seduta sessione))
- Risoluzione (semplice dichiarazione di intenti

### Potere esecutivo

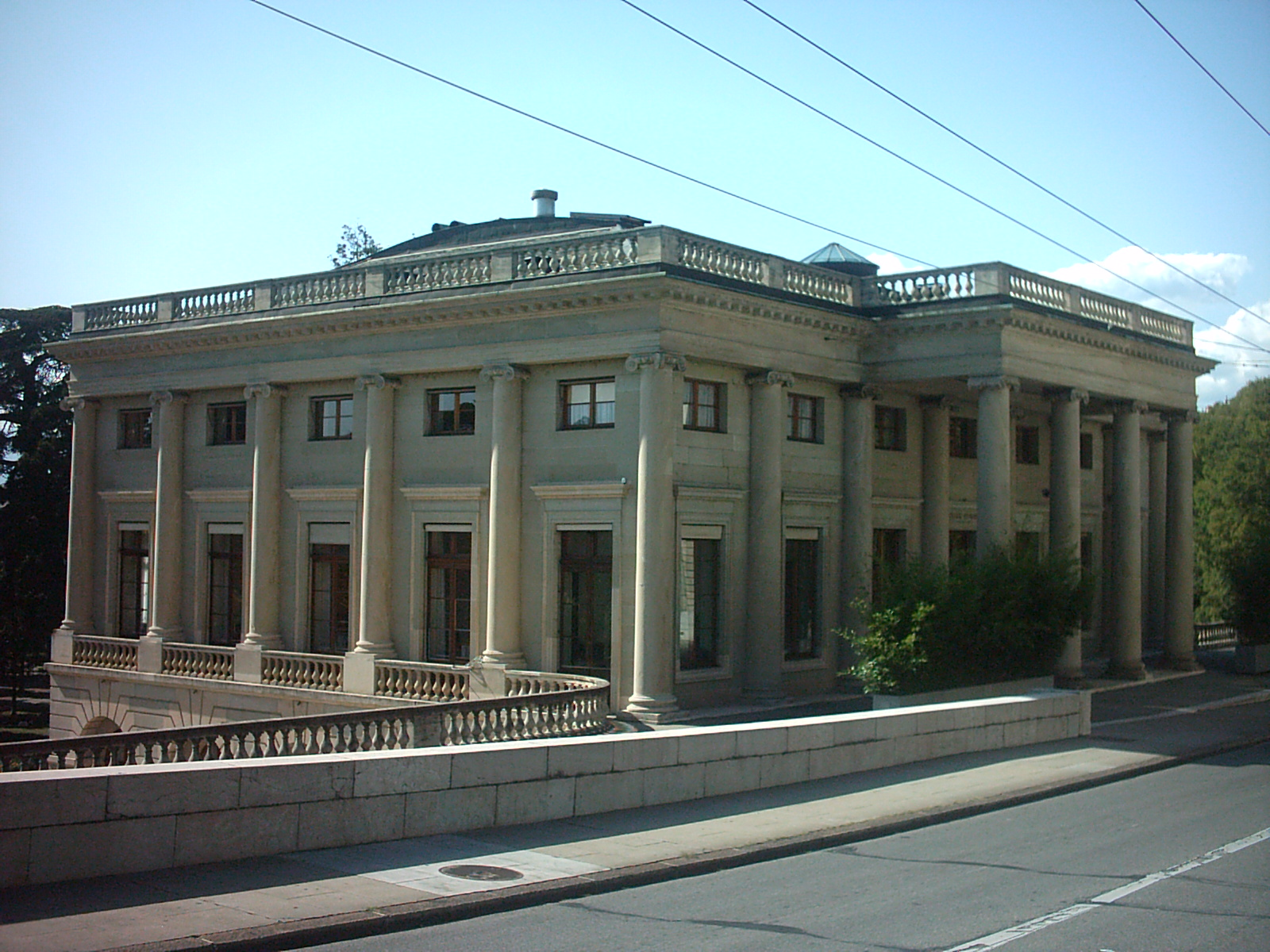
Palazzo Eynard

È esercitato dal Consiglio Amministrativo di Ginevra (CA), che è un collegio composto da cinque membri eletti direttamente e separatamente dal corpo elettorale della città in uno scrutinio maggioritario, per un mandato di quattro anni. Secondo una rotazione annuale, il sindaco è eletto tra i suoi membri. In seguito alle elezioni amministrative del 2020, il nuovo Consiglio Amministrativo, entrato in carica nel 2020, è composto nel modo seguente:
- Kitsos (PS), dipartimento della coesione sociale e della solidarietà
- Kanaan (PS), dipartimento della cultura e del passaggio al digitale
- Frederique Perler (PES), dipartimento delle costruzioni e della pianificazione del territorio
- Gomez (PES), dipartimento delle finanze e dell'alloggio
- Chappuisat (PDC), dipartimento della sicurezza e dello sport

### Diritti civili
Le cittadine e i cittadini sono elettori ed eleggibili, a condizione di essere di nazionalità svizzera e domiciliati nel territorio comunale.
In seguito all'adozione di un'iniziativa popolare cantonale durante la votazione del 24 aprile 2005, gli stranieri domiciliati da almeno otto anni in Svizzera (di cui almeno tre nel comune) hanno diritto di voto comunale.
Una seconda iniziativa che propugnava la loro eleggibilità è stata tuttavia rifiutata.
Ginevra segue dunque la maggior parte delle città romande, più liberali delle città svizzere-tedesche, per quanto riguarda le possibilità offerte agli stranieri di partecipare alla vita politica locale.
Le cittadine e i cittadini della città di Ginevra dispongono del diritto di referendum e di iniziativa popolare, diritto che esiste anche a livello cantonale e federale.
Questo diritto permette loro di sottomettere al corpo elettorale un'ordinanza già approvata dal governo, o una domanda di delibera su un soggetto specifico. Per fare ciò, è necessario riunire le firme di almeno 4 000 elettori nei quaranta giorni che seguono l'adozione di un articolo o il lancio di un'iniziativa.
Se le firme vengono riunite entro i termini, il corpo elettorale è obbligatoriamente chiamato alle urne.

## Sport
La principale squadra calcistica ginevrina è il Servette che è stato diciassette volte campione di Svizzera e che gioca in Super League.
Nel 2003 lo Stade de Genève (una delle sedi di Euro 2008) ha sostituito il vetusto Stade des Charmilles, che aveva ospitato alcune partite ai Mondiali 1954.
Ginevra dispone anche di una squadra di hockey su ghiaccio, il Ginevra-Servette, che gioca in National League A ed è stata finalista dei play-off nella stagione 2007-2008.
Ginevra ha inoltre la sola squadra romanda di pallamano, nata dall'unione dei club Chênois e Servette. Nel 2008 questa squadra ha giocato in Lega Nazionale A.
La più importante società attiva negli sport aquatici è la polisportiva Genève Natation 1885, attiva nel nuoto, nuoto sincronizzato, tuffi e pallanuoto. La sezione di pallanuoto è una delle squadre più blasonate del campionato svizzero.
L'accessibilità del lago Lemano permette a Ginevra di essere un importante centro nautico grazie alla sua Société nautique de Genève, che è la sede del team Alinghi e della regata del Bol d'or.
Il football americano è rappresentato a Ginevra dai Geneva Seahawks, squadra che milita in Lega B e nella lega indipendente NSFL e che ha al suo attivo 1 titolo nazionale svizzero e 4 titoli NSFL. In precedenza è stata attiva in città una compagine di flag football, i Genève Warriors, che nei suoi 5 anni di esistenza ha vinto 4 titoli flag élite.
Ginevra è anche una città pioniera per quel che concerne gli sport paralimpici: creata nel 1956, la società Handisport Genève è all'origine di attività sportive per persone portatrici di handicap in Svizzera.

## Ginevra nelle arti

### Letteratura
- Belle du Seigneur di Albert Cohen ISBN 2-07-040402-1
- Eleven Minutes di Paulo Coelho
- Frankenstein, o il moderno Prometeo di Mary Shelley. Ginevra è la città natale del protagonista e parte della storia è ambientata a Ginevra.
- Sous les yeux d'Occident (Under Western Eyes) di Joseph Conrad
- Les Thibault: l'été 1914 par Roger Martin du Gard
- Nuvole fra le mani (1940), Come la sabbia (1946), Il cavo dell'onda (1967) e Getta il tuo pane (1979) di Alice Rivaz. Il paesaggio urbano della città di Ginevra gioca un ruolo importante, quasi da protagonista, in questi romanzi.

### Fumetti
- L'affare Girasole di Hergé (1956)
- Asterix e gli Elvezi di René Goscinny e Albert Uderzo (1970)[54]
- La serie Napoleone, creata da Carlo Ambrosini e pubblicata da Sergio Bonelli Editore tra il 1997 ed il 2006, è ambientata a Ginevra, città in cui il protagonista gestisce un albergo.

### Cinema e televisione
- Alcune scene di Goldfinger (1964) sono girate a Ginevra.[55]
- Alcune scene di La piovra 2 (1985) sono girate a Ginevra.
- L'ultimo film della Trilogia dei colori di Krzysztof Kieślowski, Tre colori: Film Rosso (1994), è girata a Ginevra.
- Stairs 1 Geneva (1994) di Peter Greenaway sono girate a Ginevra.
- In Syriana (2005), Matt Damon interpreta un analista che lavora a Ginevra.
- Ne Il mio miglior nemico (2006), la scena in cui Orfeo ritrova Cecilia è girata presso un caffè del lungolago di Ginevra.
- L'episodio L'Héritage d'Ozerov (1972) della serie Attenti a quei due è stato girato a Ginevra.
- Nella serie Babylon 5, la capitale dell'alleanza terrestre è situata a Ginevra.